# CSI: Vegas/Episodenliste

Logo zur Serie

Diese Episodenliste enthält alle Episoden der US-amerikanischen Krimiserie CSI: Vegas (Titel bis einschließlich Staffel elf: CSI: Den Tätern auf der Spur), sortiert nach der US-amerikanischen Erstausstrahlung. Die Fernsehserie umfasst 15 Staffeln mit 335 Episoden. Im September 2015 wurde mit Immortality ein abschließender Fernsehfilm gezeigt.

## Übersicht
| Staffel     | Episodenanzahl | Erstausstrahlung USA | Erstausstrahlung USA | Deutschsprachige Erstausstrahlung | Deutschsprachige Erstausstrahlung |
| Staffel     | Episodenanzahl | Staffelpremiere      | Staffelfinale        | Staffelpremiere                   | Staffelfinale                     |
| ----------- | -------------- | -------------------- | -------------------- | --------------------------------- | --------------------------------- |
| 1           | 23             | 6. Oktober 2000      | 17. Mai 2001         | 28. August 2001                   | 12. Januar 2002                   |
| 2           | 23             | 27. September 2001   | 16. Mai 2002         | 20. August 2002                   | 4. Februar 2003                   |
| 3           | 23             | 26. September 2002   | 15. Mai 2003         | 22. Juli 2003                     | 23. Dezember 2003                 |
| 4           | 23             | 25. September 2003   | 20. Mai 2004         | 15. September 2004                | 16. Februar 2005                  |
| 5           | 25             | 23. September 2004   | 19. Mai 2005         | 4. Januar 2006                    | 31. Mai 2006                      |
| 6           | 24             | 22. September 2005   | 18. Mai 2006         | 9. November 2006                  | 6. September 2007                 |
| 7           | 24             | 21. September 2006   | 17. Mai 2007         | 13. September 2007                | 4. September 2008                 |
| 8           | 17             | 27. September 2007   | 15. Mai 2008         | 11. September 2008                | 9. April 2009                     |
| 9           | 24             | 9. Oktober 2008      | 14. Mai 2009         | 15. April 2009                    | 20. Mai 2010                      |
| 10          | 23             | 24. September 2009   | 20. Mai 2010         | 16. September 2010                | 5. Mai 2011                       |
| 11          | 22             | 23. September 2010   | 12. Mai 2011         | 1. September 2011                 | 26. April 2012                    |
| 12          | 22             | 21. September 2011   | 9. Mai 2012          | 8. Januar 2013                    | 28. Mai 2013                      |
| 13          | 22             | 26. September 2012   | 15. Mai 2013         | 16. September 2013                | 23. Februar 2014                  |
| 14          | 22             | 25. September 2013   | 7. Mai 2014          | 9. März 2014                      | 21. April 2015                    |
| 15          | 18             | 28. September 2014   | 15. Februar 2015     | 6. Mai 2015                       | 3. Mai 2016                       |
| Fernsehfilm | Fernsehfilm    | 27. September 2015   | 27. September 2015   | 10. Mai 2016                      | 10. Mai 2016                      |

## Staffel 1
Die Erstausstrahlung der ersten Staffel war vom 6. Oktober 2000 bis zum 17. Mai 2001 auf dem US-amerikanischen Sender CBS zu sehen. Die deutschsprachige Erstausstrahlung sendete der Schweizer Free-TV-Sender SF 1 vom 28. August 2001 bis zum 12. Januar 2002.
| Nr. (ges.) | Nr. (St.) | Deutscher Titel           | Originaltitel        | Erstausstrahlung USA | Deutschsprachige Erstausstrahlung (CH) | Regie              | Drehbuch                                                                                  |
| --- | --------- | ------------------------- | -------------------- | -------------------- | -------------------------------------- | ------------------ | ----------------------------------------------------------------------------------------- |
| 1 | 1         | Ein starkes Team          | Pilot                | 6. Okt. 2000         | 21. Aug. 2001                          | Danny Cannon       | Anthony E. Zuiker                                                                         |
| Ein Mann liegt erschossen in der Badewanne. Selbstmord? Gil ermittelt. Catherine und Warrick zweifeln an der Geschichte eines Ehemanns, der angeblich einen betrunkenen Randalierer erschossen hat, um Frau und Kind zu schützen. Nick untersucht den Fall eines Geschäftsreisenden, der von der Prostituierten Christy mit K.-o.-Tropfen betäubt und ausgeraubt wurde. |           |                           |                      |                      |                                        |                    |                                                                                           |
| 2 | 2         | Hoher Einsatz             | Cool Change          | 13. Okt. 2000        | 28. Aug. 2001                          | Michael W. Watkins | Anthony E. Zuiker                                                                         |
| Ein Mann spielt auf Drängen seiner Freundin am Einarmigen Banditen und gewinnt den Jackpot von $ 40 Mio. Am nächsten Tag ist er tot. Ein Fall für Gil und Nick. Catherine untersucht den Anschlag auf Holly. |           |                           |                      |                      |                                        |                    |                                                                                           |
| 3 | 3         | Lebendig begraben         | Crate ’n Burial      | 20. Okt. 2000        | 4. Sep. 2001                           | Danny Cannon       | Ann Donahue                                                                               |
| Eine Frau wird entführt und in der Wüste lebendig begraben. Gil, Nick und Sara haben nur drei Stunden Zeit, sie zu finden… Catherine und Warrick ermitteln in einer Fahrerflucht mit einem getöteten Mädchen. |           |                           |                      |                      |                                        |                    |                                                                                           |
| 4 | 4         | Stille Wasser             | Pledging Mr. Johnson | 27. Okt. 2000        | 11. Sep. 2001                          | Richard J. Lewis   | Josh Berman & Anthony E. Zuiker                                                           |
| Zwei Angler ziehen nachts eine Frauenleiche aus einem See. Wendy Barger. Als sich herausstellt, dass die Frau nicht ertrunken ist, nehmen Catherine und Gil zwei Verdächtige ins Verhör: Wendys Mann Winston Barger und ihren Liebhaber Phil Swelco. Der 18-jährige James hat sich erhängt, nachdem er ein demütigendes Aufnahmeritual einer Studentenverbindung über sich ergehen lassen musste. So präsentiert es sich zunächst Nick und Sara, die in der Verbindung auf eine Mauer des Schweigens stoßen. Dann finden die Ermittler Hinweise auf einen Mord. Warrick wird unterdessen weiter von Richter Cohen unter Druck gesetzt, der ihn zwingen will, in einem Vergewaltigungsfall Beweise zu manipulieren. Warrick vertraut sich Grissom an und geht zum Schein auf die Erpressung ein.                                         |           |                           |                      |                      |                                        |                    |                                                                                           |
| 5 | 5         | Todesrausch               | Friends & Lovers     | 3. Nov. 2000         | 25. Sep. 2001                          | Lou Antonio        | Andrew Lipsitz                                                                            |
| Ein Mordopfer wird tot in der Wüste gefunden, doch Grissom und Warrick fragen sich, wer der oder die Verfolger waren? Und warum wird ein katholischer Schuldekan auf so grausame Weise ermordet? |           |                           |                      |                      |                                        |                    |                                                                                           |
| 6 | 6         | Die Tote im Beton         | Who Are You?         | 10. Nov. 2000        | 2. Okt. 2001                           | Danny Cannon       | Carol Mendelsohn & Josh Berman                                                            |
| Unter einem Haus wird das Skelett einer Frau gefunden. Das CSI-Team jedoch nutzt die forensische Kriminalistik, um Antworten zu finden – und endlich auch Gerechtigkeit! |           |                           |                      |                      |                                        |                    |                                                                                           |
| 7 | 7         | Im Blut vereint           | Blood Drops          | 17. Nov. 2000        | 9. Okt. 2001                           | Kenneth Fink       | Handlung: Tish McCarthy Schauspiel: Ann Donahue                                           |
| Nur die beiden Töchter der Familie überleben den brutalen Massenmord an einer ganzen Familie. Sie berichten dem C.S.I Team, woran sie sich erinnern, aber die schrecklichen Beweise im und ums Haus erzählen eine ganz andere Geschichte. |           |                           |                      |                      |                                        |                    |                                                                                           |
| 8 | 8         | Der Schattenmann          | Anonymous            | 24. Nov. 2000        | 16. Okt. 2001                          | Danny Cannon       | Eli Talbert & Anthony E. Zuiker                                                           |
| Nach einem weiteren vorgetäuschten Selbstmord vermutet Grissom einen Serienmörder auf freiem Fuß. Warrick und Nick wollen klären, welche Ereignisse dazu geführt haben, dass ein Tourist mit seinem Wagen über eine Klippe in die Tiefe gestürzt ist. |           |                           |                      |                      |                                        |                    |                                                                                           |
| 9 | 9         | Über den Wolken           | Unfriendly Skies     | 8. Dez. 2000         | 23. Okt. 2001                          | Michael Shapiro    | Handlung: Andrew Litsitz Schauspiel: Andrew Lipsitz, Carol Mendelsohn & Anthony E. Zuiker |
| Ein Fall von krankhafter Flugwut führt zum Tod eines Passagiers der ersten Klasse. Grissom und sein Team fragen sich, ob es sich um Selbstverteidigung oder Mord handelt. |           |                           |                      |                      |                                        |                    |                                                                                           |
| 10 | 10        | Sex, Lügen und Larven     | Sex, Lies and Larvae | 22. Dez. 2000        | 30. Okt. 2001                          | Thomas J. Wright   | Josh Berman & Ann Donahue                                                                 |
| Wegen des Mangels an ballistischen Beweisen, versuchen Grissom und Sara mit Hilfe der Insektenkunde herauszufinden, ob ein Mann seine Frau ermordet hat. Für Warrick und Catherine dagegen steht ein Kunstraub auf dem Programm. |           |                           |                      |                      |                                        |                    |                                                                                           |
| 11 | 11        | Ein eisiger Fund          | I-15 Murders         | 12. Jan. 2001        | 6. Nov. 2001                           | Oz Scott           | Carol Mendelsohn                                                                          |
| Ein Serienkiller hat es auf Frauen abgesehen. Grissom entdeckt das Muster ihres Verschwindens entlang des Highway Interstate 15. Nick muss erneut Christy aus der Klemme helfen. |           |                           |                      |                      |                                        |                    |                                                                                           |
| 12 | 12        | In der Hitze des Gefechts | Fahrenheit 932       | 1. Feb. 2001         | 13. Nov. 2001                          | Danny Cannon       | Jacqueline Zambrano                                                                       |
| Grissom und Sara versuchen die Unschuld eines Mannes zu beweisen, der verdächtigt wird, seine Frau durch einen Brandanschlag getötet zu haben. Denn sie vermuten unprofessionelle Arbeit eines Kollegen von der Spurensicherung. Nick und Catherine haben es mit einem Mordgeständnis zu tun, das der Bruder des Opfers ablegt, obwohl alle Beweise dagegen sprechen. |           |                           |                      |                      |                                        |                    |                                                                                           |
| 13 | 13        | Die Bombe tickt           | Boom                 | 8. Feb. 2001         | 20. Nov. 2001                          | Kenneth Fink       | Josh Berman, Ann Donahue & Carol Mendelsohn                                               |
| In einem Firmengebäude geht eine in einem Koffer versteckte Bombe hoch und tötet einen Wachmann. Die Spurensuche gestaltet sich für Gils Team schwierig. Wer steckt hinter den Buchstaben FP, die Gil auf einem Überbleibsel der Bombe findet? Unterdessen wird Nick verdächtigt, die Prostituierte Christy ermordet zu haben, mit der er die Nacht zuvor verbracht hatte. |           |                           |                      |                      |                                        |                    |                                                                                           |
| 14 | 14        | Knochenarbeit             | To Halve and to Hold | 15. Feb. 2001        | 27. Nov. 2001                          | Lou Antonio        | Andrew Lipsitz & Ann Donahue                                                              |
| Ist es wirklich Mord? Catherine zumindest ist fest davon überzeugt, dass der Knochen, den ein Hund in der Wüste gefunden hat, zu einem Verbrechen führt. Anhand des Gebisses kann der Tote als der 70-jährige Mel Bennett identifiziert werden. |           |                           |                      |                      |                                        |                    |                                                                                           |
| 15 | 15        | Nasser Tod                | Table Stakes         | 22. Feb. 2001        | 4. Dez. 2001                           | Danny Cannon       | Handlung: Elizabeth Devine Schauspiel: Anthony E. Zuiker & Carol Mendelsohn               |
| Das junge Paar Patrick und Amanda Haynes veranstalten für die ehemalige Tänzerin Portia Richman eine Benefizveranstaltung. Zurück bleiben 1,6 Millionen Dollar und eine Leiche im Pool der Villa. |           |                           |                      |                      |                                        |                    |                                                                                           |
| 16 | 16        | An der Schwelle des Todes | Too Tough to Die     | 1. März 2001         | 11. Dez. 2001                          | Richard J. Lewis   | Elizabeth Devine                                                                          |
| Eine junge schwarze Frau wird nach einem Raubüberfall auf einer Landstraße gefunden – mit zwei Kugeln im Kopf und im Koma. Die am Tatort zurückgelassene Baseballkappe führt Gil in ein Ghetto, in dem eine schwarze Gang herrscht. |           |                           |                      |                      |                                        |                    |                                                                                           |
| 17 | 17        | Das zweite Gesicht        | Face Lift            | 8. März 2001         | 18. Dez. 2001                          | Lou Antonio        | Josh Berman                                                                               |
| Der Safeknacker Joseph Felton wurde am Tatort seines letzten Einbruchs tot aufgefunden. Der Hauptverdächtige, Feltons Ex-Partner Darin Hanson, hat ein wasserdichtes Alibi. Gil jagt die Fingerabdrücke vom Tatort durch den Computer und macht eine erstaunliche Entdeckung. |           |                           |                      |                      |                                        |                    |                                                                                           |
| 18 | 18        | Spuren im Netz            | $35K O.B.O.          | 29. März 2001        | 8. Jan. 2002                           | Roy H. Wagner      | Eli Talbert                                                                               |
| Bei einem Überfall auf einem Parkplatz wird das Ehepaar Sheperd getötet, ihr Auto geklaut. Einziger Zeuge ist Justin Green, der erste Hilfe geleistet hat, aber nichts zum Tathergang sagen kann. Als die Polizei am nächsten Morgen den gestohlenen Wagen findet, fällt Gil beim Öffnen der Tür die Leiche einer Frau entgegen. |           |                           |                      |                      |                                        |                    |                                                                                           |
| 19 | 19        | Mutterliebe               | Gentle, Gentle       | 12. Apr. 2001        | 15. Jan. 2002                          | Danny Cannon       | Ann Donahue                                                                               |
| Das gesamte Team des CSI untersucht die Entführung eines Säuglings. Die Ermittler glauben, dass die Eltern selbst das Kind entführt haben. |           |                           |                      |                      |                                        |                    |                                                                                           |
| 20 | 20        | Stumme Schreie            | Sounds of Silence    | 19. Apr. 2001        | 22. Jan. 2002                          | Peter Markle       | Josh Berman & Andrew Lipsitz                                                              |
| Was auf den ersten Blick wie ein Verkehrsunfall aussieht, entpuppt sich bei näherem Hinsehen als Verbrechen. Denn das Opfer, ein tauber junger Mann, wurde mehrmals überfahren und vor seinem Tod zusammengeschlagen. |           |                           |                      |                      |                                        |                    |                                                                                           |
| 21 | 21        | Niedere Instinkte         | Justice is Served    | 26. Apr. 2001        | 29. Jan. 2002                          | Thomas J. Wright   | Jerry Stahl                                                                               |
| In den Bergen wird ein Jogger tot aufgefunden, der scheinbar von einem Tier angefallen wurde. Aber Tiere entnehmen ihren Opfern nicht mit chirurgischer Präzision die Organe. |           |                           |                      |                      |                                        |                    |                                                                                           |
| 22 | 22        | Kopflos                   | Evaluation Day       | 10. Mai 2001         | 5. Feb. 2002                           | Kenneth Fink       | Anthony E. Zuiker                                                                         |
| Auf der Autobahn hält die Polizei einen gestohlenen BMW an. Es springen zwei kaum bekleidete, betrunkene Mädchen heraus. Der Fund im Kofferraum ist allerdings noch interessanter: ein noch blutender Kopf. Sarah und Nick finden nach Hinweisen eines Piloten in der Wüste einen übermenschlich großen Körper ohne Kopf, Hände und Füße, zu dessen Lageort außer ihren eigenen keine Spuren führen. Ist dies der Rest vom gefundenen Kopf? Der junge James Moore, den Warrick hinter Gitter gebracht hat, braucht dringend Hilfe. Er ist einziger Zeuge eines Gangmordes hinter Gittern. Sagt er gegen den Mörder aus, wird er das nächste Opfer. Schweigt er, fällt der Verdacht auf ihn und er wird noch für lange Zeit im Gefängnis bleiben müssen. Warrick muss den wahren Täter ohne die Aussage von James finden und überführen. |           |                           |                      |                      |                                        |                    |                                                                                           |
| 23 | 23        | Mit dem Rücken zur Wand   | The Strip Strangler  | 17. Mai 2001         | 12. Feb. 2002                          | Danny Cannon       | Ann Donahue                                                                               |
| In Las Vegas treibt ein Serienmörder mit einer speziellen Handschrift sein Unwesen. Der Täter quält seine Opfer stundenlang, erdrosselt sie und reinigt hinterher den Tatort, ohne die kleinste Spur zu hinterlassen. |           |                           |                      |                      |                                        |                    |                                                                                           |

## Staffel 2
Die Erstausstrahlung der zweiten Staffel war vom 27. September 2001 bis zum 16. Mai 2002 auf dem US-amerikanischen Sender CBS zu sehen. Die deutschsprachige Erstausstrahlung sendete der Schweizer Free-TV-Sender SF 1 vom 20. August 2002 bis zum 4. Februar 2003.
| Nr. (ges.) | Nr. (St.) | Deutscher Titel         | Originaltitel            | Erstausstrahlung USA | Deutschsprachige Erstausstrahlung (CH) | Regie            | Drehbuch                                                         |
| --- | --------- | ----------------------- | ------------------------ | -------------------- | -------------------------------------- | ---------------- | ---------------------------------------------------------------- |
| 24 | 1         | Blutiges Testament      | Burked                   | 27. Sep. 2001        | 20. Aug. 2002                          | Danny Cannon     | Carol Mendelsohn & Anthony E. Zuiker                             |
| Tony Braun, der Sohn des Casinobesitzers Sam Braun, wird tot in seinem Haus aufgefunden. Zunächst scheint es sich nur um eine Überdosis zu handeln, aber schnell wird klar, dass er ermordet wurde. |           |                         |                          |                      |                                        |                  |                                                                  |
| 25 | 2         | Spurlos                 | Chaos Theory             | 4. Okt. 2001         | 27. Aug. 2002                          | Kenneth Fink     | Josh Berman & Eli Talbert                                        |
| Das CSI Team ermittelt im Fall der vermissten Studentin Paige Rycoff. Als ihre Leiche schließlich in einem Müllcontainer auf dem Gelände ihres Wohnheims gefunden wird, ist es an Gil und seinem Team, die Umstände, die zu ihrem Tod geführt haben, herauszufinden. |           |                         |                          |                      |                                        |                  |                                                                  |
| 26 | 3         | Unter Strom             | Overload                 | 11. Okt. 2001        | 3. Sep. 2002                           | Richard J. Lewis | Josh Berman                                                      |
| Grissom untersucht den Tod eines Bauarbeiters, der während der Arbeit von einem zwölfstöckigen Gebäude herabgestürzt ist. Da der Sheriff den Fall schnell als Selbstmord abschreiben will, hat Grissom es nicht leicht zu beweisen, dass es sich tatsächlich um einen Mord handelt. Währenddessen untersuchen Catherine und Nick den Tod eines Jungen, der während einer Therapiesitzung scheinbar einem epileptischen Anfall erlegen ist. |           |                         |                          |                      |                                        |                  |                                                                  |
| 27 | 4         | Der Duft der Frauen     | Bully for You            | 18. Okt. 2001        | 10. Sep. 2002                          | Thomas J. Wright | Ann Donahue                                                      |
| Als die Leiche eines Highschool Schülers gefunden wird, versuchen Gil, Warrick und Catherine herauszufinden wer für seinen Tod verantwortlich ist. Dies ist allerdings nicht so einfach, da der Tote viele seiner Mitschüler schikaniert hat, und es damit auch viele Verdächtige gibt. Nick und Sara wollen unterdessen die Identität und Todesursache einer stark verwesten Leiche herausfinden.                                         |           |                         |                          |                      |                                        |                  |                                                                  |
| 28 | 5         | Ein fliegender Beweis   | Scuba Doobie-Doo         | 25. Okt. 2001        | 17. Sep. 2002                          | Jefery Levy      | Elizabeth Devine & Andrew Lipsitz                                |
| Als ein ehemaliger Mieter eine blutüberströmte Wohnung hinterlässt, werden Grissom, Warrick und Sara gerufen, um zu ermitteln. Nick und Catherine sind unterdessen sehr verwirrt, als sie den Tod eines Tauchers, der in voller Montur auf einem Baum entdeckt wird, untersuchen müssen. |           |                         |                          |                      |                                        |                  |                                                                  |
| 29 | 6         | Wie Kain und Abel       | Alter Boys               | 1. Nov. 2001         | 24. Sep. 2002                          | Danny Cannon     | Ann Donahue                                                      |
| Ein Junger Mann wird auf frischer Tat ertappt, wie er ein Mordopfer in der Wüste vergräbt. Der Fall scheint zunächst glasklar zu sein, aber Grissom hat Zweifel an dessen Schuld. Unterdessen ermitteln Warrick und Catherine den Tod einer Frau, die in einer Sauna ums Leben kam. |           |                         |                          |                      |                                        |                  |                                                                  |
| 30 | 7         | Ein zweifelhafter Zeuge | Caged                    | 8. Nov. 2001         | 1. Okt. 2002                           | Richard J. Lewis | Elizabeth Devine & Carol Mendelsohn                              |
| Eine Frau, die antike Bücher restauriert hat, wird tot an ihrem Arbeitsplatz aufgefunden. Ihr autistischer Mitarbeiter ist dabei ein verlässlicher Zeuge, der Grissom und Nick hilft, ihren Mörder zu fangen. Catherine und Sara arbeiten unterdessen an dem Fall einer Frau, deren Auto an einem Bahnübergang von einem Zug erfasst wurde.                                                                                                |           |                         |                          |                      |                                        |                  |                                                                  |
| 31 | 8         | Tod einer Domina        | Slaves of Las Vegas      | 15. Nov. 2001        | 8. Okt. 2002                           | Peter Markle     | Jerry Stahl                                                      |
| Eine nackte, junge Frau wird tot in einem Sandkasten eines Spielplatzes gefunden. Narben und Latex an ihrem Körper führen Grissom, Catherine und Nick schließlich zu einem Domina Studio, das von der attraktiven Lady Heather geführt wird, an der Grissom schnell gefallen findet. Sara und Warrick ermitteln im Fall eines Mannes, dem bei einem überfall ins Bein geschossen wurde.                                                    |           |                         |                          |                      |                                        |                  |                                                                  |
| 32 | 9         | Rien ne va plus         | And Then There Were None | 22. Nov. 2001        | 15. Okt. 2002                          | John Patterson   | Handlung: Josh Berman Schauspiel: Carol Mendelsohn & Eli Talbert |
| Als drei Männer als Frauen verkleidet ein Casino überfallen, gibt es Todesopfer. Grissom, Nick und Warrick werden gerufen, um zu ermitteln. Catherine und Sara untersuchen einen Mord in einem abgelegenen Supermarkt. Schnell stellt sich heraus, dass die beiden Fälle miteinander verbunden sind. |           |                         |                          |                      |                                        |                  |                                                                  |
| 33 | 10        | Blütenzauber            | Ellie                    | 6. Dez. 2001         | 22. Okt. 2002                          | Charlie Correll  | Anthony E. Zuiker                                                |
| Da Grissom auf einer Entomologie-Konferenz ist und Catherine einen freien Tag hat, muss Warrick kurzfristig die Leitung der Nachtschicht übernehmen. Prompt muss er in einem Fall ermitteln, in dem Brass’ Tochter Ellie des Mordes verdächtigt wird. Unterdessen arbeitet Sara an einem Falschgeldfall. |           |                         |                          |                      |                                        |                  |                                                                  |
| 34 | 11        | Der Tote im Fahrstuhl   | Organ Grinder            | 13. Dez. 2001        | 29. Okt. 2002                          | Allison Liddi    | Elizabeth Devine & Ann Donahue                                   |
| Ein erfolgreicher Immobilien-Makler wird tot in einem Hotelaufzug entdeckt. Es scheint zunächst so, als ob sein Tod natürlichen Ursprungs war, aber das CSI Team vermutet, dass er vergiftet wurde. Das zu beweisen, ist nicht ganz leicht, da seine Organe gespendet und sein Körper eingeäschert wurden. |           |                         |                          |                      |                                        |                  |                                                                  |
| 35 | 12        | Scherbenhaufen          | You’ve Got Male          | 20. Dez. 2001        | 5. Nov. 2002                           | Charlie Correll  | Marc Dube & Corey Miller                                         |
| Grissom, Sara und Warrick ermitteln im Fall zweier ermordeter Schwestern. Als sich herausstellt, dass der Freund einer der Schwestern vor kurzem noch im Gefängnis saß, scheint der Fall zunächst gelöst. Nick und Catherine untersuchen unterdessen einen Jagdunfall mit Todesfolge. Im Laufe der Ermittlungen wird ihnen allerdings klar, dass sie es hier nicht mit einem Unfall zu tun haben.                                          |           |                         |                          |                      |                                        |                  |                                                                  |
| 36 | 13        | Um Haaresbreite         | Identity Crisis          | 17. Jan. 2002        | 12. Nov. 2002                          | Kenneth Fink     | Ann Donahue & Anthony E. Zuiker                                  |
| Der Serienmörder Paul Millander begeht einen weiteren Mord. Ein Durchbruch im Fall führt Grissom und Catherine zu Richter Mason, der eine erstaunliche Ähnlichkeit mit Millander aufweist. Dem Team gelingt es schließlich den Fall zu lösen und Millanders Motiv herauszufinden, aber dieser entzieht sich durch Selbstmord einer Verhaftung.                                                                                             |           |                         |                          |                      |                                        |                  |                                                                  |
| 37 | 14        | Ein schmutziges Spiel   | The Finger               | 31. Jan. 2002        | 19. Nov. 2002                          | Richard J. Lewis | Danny Cannon & Carol Mendelsohn                                  |
| Ein Entführer befiehlt Catherine, einen Mann zu begleiten, der ihm 1 Million Dollar Lösegeld liefern soll, sonst würde er die Frau des Mannes töten. Als jedoch die Million bezahlt wird, kommt heraus, dass die Frau bereits tot ist. |           |                         |                          |                      |                                        |                  |                                                                  |
| 38 | 15        | Die Last der Beweise    | Burden of Proof          | 7. Feb. 2002         | 26. Nov. 2002                          | Kenneth Fink     | Ann Donahue                                                      |
| Der Verlobte einer Frau wird beschuldigt seine nackte Stieftochter fotografiert zu haben. |           |                         |                          |                      |                                        |                  |                                                                  |
| 39 | 16        | Eisiger Tod             | Primum Non Nocere        | 28. Feb. 2002        | 3. Dez. 2002                           | Danny Cannon     | Andrew Lipsitz                                                   |
| Ein Amateur-Eishockeyspieler stirbt während eines Spiels, doch die Indizien deuten darauf hin, dass es kein Unfall war. Gil Grissom, Sara Sidle und Catherine Willows ermitteln in diesem Fall, während Nick Stokes und Warrick Brown den Drogentod eines Musikers in einer Casinobar untersuchen. |           |                         |                          |                      |                                        |                  |                                                                  |
| 40 | 17        | Tod im Tempel           | Felonius Monk            | 7. März 2002         | 10. Dez. 2002                          | Kenneth Fink     | Jerry Stahl                                                      |
| Grissom untersucht den Mord an vier buddhistischen Mönchen, die in einem Tempel aus nächster Nähe erschossen wurden. Catherine nimmt die Ermittlungen zum Mord an ihrer besten Freundin wieder auf, nachdem der Mann, der für das Verbrechen verurteilt wurde, kurz vor seinem Tod behauptet, dass er unschuldig sei. |           |                         |                          |                      |                                        |                  |                                                                  |
| 41 | 18        | Letzte Ausfahrt         | Chasing the Bus          | 28. März 2002        | 17. Dez. 2002                          | Richard J. Lewis | Eli Talbert                                                      |
| Auf einem Highway Richtung Las Vegas gibt es einen schweren Busunfall. Das Ganze Team sucht nach der Unfallursache. |           |                         |                          |                      |                                        |                  |                                                                  |
| 42 | 19        | Der Psychopath          | Stalker                  | 4. Apr. 2002         | 7. Jan. 2003                           | Peter Markle     | Danny Cannon & Anthony E. Zuiker                                 |
| Eine junge Frau wird tot in ihrer stark gesicherten Wohnung aufgefunden. Offenbar war sie Opfer eines Stalkers, der im Zuge des Falles auch Nicks Leben bedroht. |           |                         |                          |                      |                                        |                  |                                                                  |
| 43 | 20        | Katz und Maus           | Cats in the Cradle       | 25. Apr. 2002        | 14. Jan. 2003                          | Richard J. Lewis | Kris Dobkin                                                      |
| Grissom, Catherine und Warrick untersuchen den Tod einer alten Frau, die mit sehr vielen Katzen zusammengelebt hat. Nick und Sara ermitteln unterdessen im Fall einer Frau, die beinahe durch eine Autobombe ums Leben kam. |           |                         |                          |                      |                                        |                  |                                                                  |
| 44 | 21        | Falsche Fährten         | Anatomy of a Lye         | 2. Mai 2002          | 21. Jan. 2003                          | Kenneth Fink     | Josh Berman & Andrew Lipsitz                                     |
| In einem Park wird eine mit Lauge übergossene Leiche gefunden. Grissom und Sara finden heraus, dass der Mann von einem Auto überfahren wurde. Unterdessen versucht Nick herauszufinden wie eine Frau mitten in der Wüste ertrinken konnte. |           |                         |                          |                      |                                        |                  |                                                                  |
| 45 | 22        | Tod in Miami            | Cross-Jurisdictions      | 9. Mai 2002          | 28. Jan. 2003                          | Danny Cannon     | Ann Donahue, Carol Mendelsohn & Anthony E. Zuiker                |
| In einer Villa wird ein renommierter Polizist nach einer rauschenden Party tot aufgefunden. Die Spuren seiner Frau und seiner Tochter führen nach Miami. Catherine Willows und Warrick Brown treffen dort auf Horatio Caine und dessen Team und helfen bei der Aufklärung. |           |                         |                          |                      |                                        |                  |                                                                  |
| 46 | 23        | Preis der Schönheit     | The Hunger Artist        | 16. Mai 2002         | 4. Feb. 2003                           | Richard J. Lewis | Jerry Stahl                                                      |
| Eine junge Frau wird tot und mit verunstaltetem Gesicht in einem Einkaufswagen liegend in einem Hinterhof gefunden. Nachdem die Identität der Toten geklärt ist, ermittelt das gesamte Team in der Modelszene und Sara Sidle muss dabei einen Code im Terminplaner der Toten entschlüsseln. |           |                         |                          |                      |                                        |                  |                                                                  |

## Staffel 3
Die Erstausstrahlung der dritten Staffel war vom 26. September 2002 bis zum 15. Mai 2003 auf dem US-amerikanischen Sender CBS zu sehen. Die deutschsprachige Erstausstrahlung sendete der Schweizer Free-TV-Sender SF 1 vom 22. Juli bis zum 23. Dezember 2003.
| Nr. (ges.) | Nr. (St.) | Deutscher Titel        | Originaltitel                      | Erstausstrahlung USA | Deutschsprachige Erstausstrahlung (CH) | Regie                              | Drehbuch |
| --- | --------- | ---------------------- | ---------------------------------- | -------------------- | -------------------------------------- | ---------------------------------- | --- |
| 47 | 1         | Rache ist süß          | Revenge Is Best Served Cold        | 26. Sep. 2002        | 22. Juli 2003                          | Danny Cannon                       | Carol Mendelsohn & Anthony E. Zuiker |
| Ein legendärer Pokerspieler bricht kurz vor der letzten Karte bei hohem Einsatz tot am Pokertisch zusammen, Todesursache: Bleivergiftung. Das Team versucht, nachzuweisen, was oder wer dafür verantwortlich ist. |           |                        |                                    |                      |                                        |                                    | |
| 48 | 2         | Aus Mangel an Beweisen | The Accused Is Entitled            | 3. Okt. 2002         | 29. Juli 2003                          | Kenneth Fink                       | Elizabeth Devine & Ann Donahue |
| Ein berühmter Schauspieler wird eines Doppelmordes belastet und engagiert eine medienwirksame Anwältin, die das CSI Team und ihre Beweise mit allen Mitteln und unter Druck als unglaubwürdig dastehen lassen möchte. |           |                        |                                    |                      |                                        |                                    | |
| 49 | 3         | Blutrausch             | Let the Seller Beware              | 10. Okt. 2002        | 5. Aug. 2003                           | Richard J. Lewis                   | Andrew Lipsitz & Anthony E. Zuiker |
| Während das restliche Team einem Doppelmord in einer zum Verkauf stehenden Villa nachgeht, muss Sara Sidle alleine einen Fall aufklären, bei dem eine Cheerleaderin vollkommen aufgeschlitzt und halb zerfetzt auf einem Football-Feld gefunden wird. |           |                        |                                    |                      |                                        |                                    | |
| 50 | 4         | Ein kleiner Mord       | A Little Murder                    | 17. Okt. 2002        | 12. Aug. 2003                          | Tucker Gates                       | Ann Donahue & Naren Shankar |
| Auf der jährlichen Tagung von Kleinwüchsigen wird einer von ihnen hoch oben an einem Balken erhängt aufgefunden. Wer hat ihn getötet und vor allem, wie kam er da hoch? Dieser Frage gehen Gil, Sara und Nick nach. Währenddessen wird Catherine bei einem ihrer Tatorte überfallen, dabei bleiben jedoch Spuren von ihr an ihm haften.                                                                        |           |                        |                                    |                      |                                        |                                    | |
| 51 | 5         | Fauler Zauber          | Abra Cadaver                       | 31. Okt. 2002        | 19. Aug. 2003                          | Danny Cannon                       | Danny Cannon & Anthony E. Zuiker |
| In einer Magieshow verschwindet eine bereits vor sechs Monaten vermisst gemeldete Frau vor aller Augen. Unterdessen wird der Rockstar Gus Kenyon vermeintlich nach einer Überdosis Drogen tot aufgefunden. |           |                        |                                    |                      |                                        |                                    | |
| 52 | 6         | Tödlicher Irrtum       | The Execution of Catherine Willows | 7. Nov. 2002         | 26. Aug. 2003                          | Kenneth Fink                       | Elizabeth Devine & Carol Mendelsohn |
| In letzter Sekunde wird die Exekution eines zum Tode Verurteilten aufgrund neuer Ereignisse gestoppt. Catherine hatte vor 15 Jahren zu seiner Verurteilung beigetragen und jetzt müssen die Beweise mit neuen Technologien neu gesichtet werden. |           |                        |                                    |                      |                                        |                                    | |
| 53 | 7         | Ein harter Schlag      | Fight Night                        | 14. Nov. 2002        | 2. Sep. 2003                           | Richard J. Lewis                   | Andrew Lipsitz & Naren Shankar |
| Bei einem Boxkampf stirbt der bessere der beiden. Die Boxhandschuhe waren präpariert. Gleichzeitig ermittelt Catherine im Tod eines Bandenmitglieds und Nick in dem Überfall auf ein Juweliergeschäft. |           |                        |                                    |                      |                                        |                                    | |
| 54 | 8         | Bis auf die Knochen    | Snuff                              | 21. Nov. 2002        | 9. Sep. 2003                           | Kenneth Fink                       | Ann Donahue & Bob Harris |
| Eine von Ameisen zerfressende Leiche wird in einer Kiste in der Wüste gefunden. Das Opfer hatte das Down-Syndrom und hatte auf einer Ranch gearbeitet. Sara, Catherine und Warrick ermitteln derweil in dem Mord an einer jungen HIV positiven Frau. Der Mord war auf Film als Snuff-Film festgehalten worden.                                                                                                 |           |                        |                                    |                      |                                        |                                    | |
| 55 | 9         | Spur aus Blut          | Blood Lust                         | 5. Dez. 2002         | 16. Sep. 2003                          | Charlie Correll                    | Josh Berman & Carol Mendelsohn |
| Ein Taxifahrer überfährt einen Jungen. Der Mann wird kurz darauf von mehreren Männern aus rassistischen Gründen zu Tode geprügelt. Doc Robbins stellt jedoch fest, dass der Junge bereits vorher erstochen worden und auf der Straße zusammengebrochen ist. Seine Blutspur führt in einen Park, in dem noch eine zweite Leiche und ein Revolver gefunden werden.                                               |           |                        |                                    |                      |                                        |                                    | |
| 56 | 10        | Freier Fall            | High and Low                       | 12. Dez. 2002        | 23. Sep. 2003                          | Richard J. Lewis                   | Naren Shankar & Eli Talbert |
| Ein Mann schlägt vor einem Haus auf dem Boden auf. Allerdings stellt Grissom ziemlich schnell fest, dass er nicht vom Dach gefallen ist, sondern aus großer Höhe. Die Spur führt zu den Paragleitern. |           |                        |                                    |                      |                                        |                                    | |
| 57 | 11        | Mord à la Carte        | Recipe for Murder                  | 9. Jan. 2003         | 30. Sep. 2003                          | Richard J. Lewis & J. Miller Tobin | Ann Donahue & Anthony E. Zuiker |
| Ein Arm liegt in einem Fleischwolf einer Großschlachterei. Die Spur der Leiche führt in ein Luxusrestaurant. |           |                        |                                    |                      |                                        |                                    | |
| 58 | 12        | Auge um Auge           | Got Murder?                        | 16. Jan. 2003        | 7. Okt. 2003                           | Kenneth Fink                       | Sarah Goldfinger |
| Ein Rabe wird mit dem Auge eines Toten entdeckt. Die Ermittlungen führen das CSI-Team zum wohlhabenden Daniel Easton, dessen seit fünf Jahren verschwundene Frau das Opfer ist. Währenddessen bemerkt Dr. Robbins’ Assistent David, dass dessen zu obduzierende Leiche zunächst gar nicht tot ist. |           |                        |                                    |                      |                                        |                                    | |
| 59 | 13        | In der Schusslinie     | Random Acts of Violence            | 30. Jan. 2003        | 14. Okt. 2003                          | Danny Cannon                       | Danny Cannon & Naren Shankar |
| Die kleine Tochter eines Mannes wird in ihrem Bett liegend erschossen, sie ist jedoch eher ein zufälliges Opfer. Derjenige, der zunächst dieser Tat beschuldigt wird, es jedoch nicht war, wird von dem aufgebrachten Vater krankenhausreif geschlagen. Nick untersucht unterdessen den Tod des Chefs eines Internet-Unternehmens in einem nahezu komplett abgeschlossenen Raum.                               |           |                        |                                    |                      |                                        |                                    | |
| 60 | 14        | Steckschuss            | One Hit Wonder                     | 6. Feb. 2003         | 21. Okt. 2003                          | Félix Enríquez Alcalá              | Corey Miller |
| Ein Voyeur treibt sich in Las Vegas herum, bis er sein Verhalten ändert und eine Frau vergewaltigt. Sara rollt in der Zwischenzeit einen fünf Jahre alten Fall noch einmal auf. Sie stellt fest, dass die betroffene Staatsanwältin damals gelogen hatte. |           |                        |                                    |                      |                                        |                                    | |
| 61 | 15        | Die Schaumparty        | Lady Heather’s Box                 | 13. Feb. 2003        | 28. Okt. 2003                          | Richard J. Lewis                   | Handlung: Josh Berman, Ann Donahue, Bob Harris & Anthony E. Zuiker Schauspiel: Andrew Lipsitz, Carol Mendelsohn, Naren Shankar & Eli Talbert |
| Bei einer Schaumparty wird einer von Lady Heathers Callboys ermordet. Kurz darauf stirbt ein weiterer und auch die Frau, die die beiden für ihre Dienste bezahlt hatte, wird tot aufgefunden. Gleichzeitig wird Eddie, Catherines Ex-Mann, in Gegenwart ihrer gemeinsamen Tochter Lindsay erschossen. |           |                        |                                    |                      |                                        |                                    | |
| 62 | 16        | Todesfahrt             | Lucky Strike                       | 20. Feb. 2003        | 4. Nov. 2003                           | Kenneth Fink                       | Eli Talbert & Anthony E. Zuiker |
| Nach einer wilden Verfolgungsjagd fällt aus dem verfolgten Auto die Leiche eines Mannes, in seinem Kopf steckt ein Holzpflock. Die Spur führt zu einer Mine, die er immer wieder verkauft hatte. Die andere Hälfte des Teams ermittelt in einem Entführungsfall: der Sohn eines Star-Basketballers kommt in einem Hundezwinger zu Tode.                                                                        |           |                        |                                    |                      |                                        |                                    | |
| 63 | 17        | Von Sinnen             | Crash and Burn                     | 13. März 2003        | 11. Nov. 2003                          | Richard J. Lewis                   | Josh Berman |
| Eine alte, krebskranke Frau rast in ein vollbesetztes Café. Das CSI-Team untersucht, ob es ein Unfall war. Auch der Tod einer Frau durch Kohlenmonoxidvergiftung sieht zunächst nach einem Unfall aus. |           |                        |                                    |                      |                                        |                                    | |
| 64 | 18        | Das Todesfass          | Precious Metal                     | 3. Apr. 2003         | 18. Nov. 2003                          | Deran Sarafian                     | Andrew Lipsitz & Naren Shankar |
| Eine männliche Leiche wird in einem Fass für Gefahrenstoffe gefunden. Die Spur führt zu der Roboterkampf-Szene. Eine weitere männliche Leiche wird gefunden, diesmal führt die Spur zu einem Verkäufer alter und seltener Münzen. |           |                        |                                    |                      |                                        |                                    | |
| 65 | 19        | Bei Anruf Mord         | A Night at the Movies              | 10. Apr. 2003        | 25. Nov. 2003                          | Matt Earl Beesley                  | Handlung: Carol Mendelsohn Schauspiel: Danny Cannon & Anthony E. Zuiker                                                                      |
| Ein Mann wurde in einem Kino erstochen. Die Frau, die ihn kurze Zeit vorher wegen sexueller Belästigung angezeigt hatte, hat jedoch ein Alibi. Der Fall erinnert Grissom an den alten Hitchcock-Film Der Fremde im Zug. In einer völlig von Einschusslöchern übersäten Lagerhalle wird die Leiche eines 15-jährigen Jungen gefunden.                                                                           |           |                        |                                    |                      |                                        |                                    | |
| 66 | 20        | Wer zuletzt lacht      | Last Laugh                         | 24. Apr. 2003        | 2. Dez. 2003                           | Richard J. Lewis                   | Handlung: Bob Harris & Carol Meldelsohn Schauspiel: Bob Harris & Anthony E. Zuiker                                                           |
| Ein Komödiant wird vergiftet. Um die Ermittler zu verwirren, wird auch noch ein zufällig ausgewählter Junge vergiftet. Brass bittet derweil Nick darum, einen Wochen alten Fall neu aufzurollen, da er nun den Verdacht hat, es sei doch kein Unfall gewesen. |           |                        |                                    |                      |                                        |                                    | |
| 67 | 21        | Tod in der Wüste       | Forever                            | 1. Mai 2003          | 9. Dez. 2003                           | David Grossman                     | Sarah Goldfinger |
| Ein junger Selbstmörder wird im Death Valley gefunden, unweit davon seine Freundin und Pflegeschwester. Die Mutter des Mädchens weiß offenbar mehr, als sie zunächst zugibt. Zugleich wurde eine Pferdepflegerin in einem Flugzeug ermordet. Auch das Pferd stirbt kurz darauf, in seiner Gebärmutter werden Blutdiamanten gefunden. Die restlichen Rohdiamanten im Wert von mehreren Millionen fehlen jedoch. |           |                        |                                    |                      |                                        |                                    | |
| 68 | 22        | Beweisnot              | Play with Fire                     | 8. Mai 2003          | 16. Dez. 2003                          | Kenneth Fink                       | Andrew Lipsitz & Naren Shankar |
| Eine Frau wurde ermordet, offensichtlich hat ihr gerade aus dem Gefängnis entlassener Freund etwas damit zu tun. Im Labor des CSI ist das Chaos ausgebrochen, da durch einen Fehler von Catherine eine Explosion stattfand. |           |                        |                                    |                      |                                        |                                    | |
| 69 | 23        | Blutsbande             | Inside the Box                     | 15. Mai 2003         | 23. Dez. 2003                          | Danny Cannon                       | Carol Mendelsohn & Anthony E. Zuiker |
| Bei einem perfekt geplanten und ausgeführten Bankraub wird nur ein Schließfach geraubt. In dem Fach waren Beweise zu dem Mord an einer Kellnerin des Ramparts, eines Hotels, das Sam Braun, Catherines väterlichem Freund gehört. |           |                        |                                    |                      |                                        |                                    | |

## Staffel 4
Die Erstausstrahlung der vierten Staffel war vom 25. September 2003 bis zum 20. Mai 2004 auf dem US-amerikanischen Sender CBS zu sehen. Die deutschsprachige Erstausstrahlung sendete der deutsche Free-TV-Sender VOX vom 15. September 2004 bis zum 16. Februar 2005.
| Nr. (ges.) | Nr. (St.) | Deutscher Titel               | Originaltitel              | Erstausstrahlung USA | Deutschsprachige Erstausstrahlung (DE) | Regie             | Drehbuch |
| --- | --------- | ----------------------------- | -------------------------- | -------------------- | -------------------------------------- | ----------------- | --- |
| 70 | 1         | Ein sauberer Schnitt – Teil 1 | Assume Nothing (1)         | 25. Sep. 2003        | 15. Sep. 2004                          | Richard J. Lewis  | Danny Cannon & Anthony E. Zuiker                                                                            |
| Ein Pärchen wurde ermordet, wobei anscheinend der Mann zuerst seine Frau umbringen musste. Die Spur führt zu einem anderen Pärchen und als ein weiteres ebenfalls ermordet wird, bekommt Brass einen Durchsuchungsbefehl für das verdächtige Paar. Er findet die beiden erschossen vor. |           |                               |                            |                      |                                        |                   | |
| 71 | 2         | Ein sauberer Schnitt – Teil 2 | All for Our Country (2)    | 2. Okt. 2003         | 15. Sep. 2004                          | Richard J. Lewis  | Richard Catalani, Andrew Lipsitz & Carol Mendelsohn                                                         |
| Während Grissom und Brass den Mörder des Serienmörderpaares suchen, ermitteln Catherine und Sara im Tod eines Studenten. |           |                               |                            |                      |                                        |                   | |
| 72 | 3         | Die Angst im Nacken           | Homebodies                 | 9. Okt. 2003         | 22. Sep. 2004                          | Kenneth Fink      | Sarah Goldfinger & Naren Shankar                                                                            |
| Eine alte Frau wird tot in einer von außen abgeschlossenen Abstellkammer gefunden. Ein Mädchen wird vergewaltigt. Es waren offensichtlich dieselben Täter. Außerdem findet ein fünfjähriger Junge eine Pistole, die bei einem Selbstmord verwendet wurde. |           |                               |                            |                      |                                        |                   | |
| 73 | 4         | Hitzewelle                    | Feeling the Heat           | 23. Okt. 2003        | 29. Sep. 2004                          | Kenneth Fink      | Eli Talbert & Anthony E. Zuiker                                                                             |
| Im Auto eines Mannes ist sein Baby an der Hitze gestorben. Zunächst vermutet das CSI einen schrecklichen Unfall, doch dann stellt sich heraus, dass bereits sein erstes Kind an einer Krankheit gestorben war. Einem anderen Mann wurde die Hitze ebenfalls zum Verhängnis. Er starb an einem Stromschlag.                                                                                         |           |                               |                            |                      |                                        |                   | |
| 74 | 5         | Der pelzige Rivale            | Fur and Loathing           | 30. Okt. 2003        | 6. Okt. 2004                           | Richard J. Lewis  | Jerry Stahl                                                                                                 |
| Nach einem tödlichen Autounfall findet das CSI in der Nähe einen Toten in einem Waschbärenkostüm. Er wurde erschossen. Nick und Sara untersuchen einen Ladenraub, bei dem ein Mann im Kühlraum erschossen wurde. |           |                               |                            |                      |                                        |                   | |
| 75 | 6         | Eifersucht                    | Jackpot                    | 6. Nov. 2003         | 13. Okt. 2004                          | Danny Cannon      | Carol Mendelsohn & Naren Shankar                                                                            |
| Ein Kopf landet in einem Paket auf Doc Robbins Tisch. Der dazugehörige Körper wird in einem Loch in den Bergen gefunden. Offenbar hatte der tote Student ein Verhältnis mit jemandem aus dem Dorf. |           |                               |                            |                      |                                        |                   | |
| 76 | 7         | Gegen die Zeit                | Invisible Evidence         | 13. Nov. 2003        | 20. Okt. 2004                          | Danny Cannon      | Josh Berman                                                                                                 |
| Wegen eines Verfahrensfehlers bekommt das CSI noch 24 Stunden Zeit, um die Schuld oder Unschuld des Mordangeklagten zu beweisen. Eigentlich eindeutige Beweise werden nicht zugelassen, wodurch das Team dem wahren Schuldigen auf die Spur kommt. |           |                               |                            |                      |                                        |                   | |
| 77 | 8         | Zum Sterben schön             | After the Show             | 20. Nov. 2003        | 27. Okt. 2004                          | Kenneth Fink      | Elizabeth Devine & Andrew Lipsitz                                                                           |
| Ein Model wird vermisst und ihr Fotograf verdächtigt. Als sich herausstellt, dass sechs Monate zuvor ein weiteres Model getötet worden war, werden die Untersuchungen intensiviert. |           |                               |                            |                      |                                        |                   | |
| 78 | 9         | Tanz auf dem Vulkan           | Grissom Versus the Volcano | 11. Dez. 2003        | 3. Nov. 2004                           | Richard J. Lewis  | Handlung: Josh Berman Schauspiel: Carol Mendelsohn & Anthony E. Zuiker                                      |
| Das Leihauto eines Air Marshals explodiert und reißt mehrere Menschen mit in den Tod. Vor dem Marshal hatte das Auto ein Mann mit zwei Frauen und Kindern, die nichts voneinander wussten. Beide Kinder hatten für ihre Schulprojekte Vulkane gebaut, die aus denselben Bestandteilen wie die Bombe waren. Emilia Reuben, die Freundin eines berühmten Sängers begeht in der Badewanne Selbstmord. |           |                               |                            |                      |                                        |                   | |
| 79 | 10        | Kinderspiele                  | Coming of Rage             | 18. Dez. 2003        | 10. Nov. 2004                          | Nelson McCormick  | Handlung: Richard Catalani Schauspiel: Sarah Goldfinger                                                     |
| Auf einer Baustelle wurde ein Junge zu Tode geprügelt. Ein Mädchen meldet sich und behauptet, er habe sie vergewaltigen wollen. Derweil wurde eine Frau vor ihrem Haus aus weiter Entfernung erschossen. |           |                               |                            |                      |                                        |                   | |
| 80 | 11        | Nicht schuldig                | Eleven Angry Jurors        | 8. Jan. 2004         | 17. Nov. 2004                          | Matt Earl Beesley | Josh Berman & Andrew Lipsitz                                                                                |
| In den Beratungsräumen der Geschworenen wurde einer von ihnen getötet. Nick rollt unterdessen einen vier Jahre alten Fall wieder auf. Die Schwester der damals nur vermissten Frau, sagt aus, dass sie von ihrem Mann getötet worden sei. |           |                               |                            |                      |                                        |                   | |
| 81 | 12        | Der Saubermann                | Butterflied                | 15. Jan. 2004        | 24. Nov. 2004                          | Richard J. Lewis  | David Rambo                                                                                                 |
| Eine Frau wird ermordet in ihrem Haus gefunden. Die verblüffende Ähnlichkeit der Leiche mit Sara veranlasst Grissom, sich genauer mit dem Fall zu beschäftigen. |           |                               |                            |                      |                                        |                   | |
| 82 | 13        | Blutsauger                    | Suckers                    | 5. Feb. 2004         | 1. Dez. 2004                           | Danny Cannon      | Josh Berman & Danny Cannon                                                                                  |
| In einem leerstehenden Haus wird eine selbsternannte Vampirin tot aufgefunden. Sie ist durch zwei Bisswunden am Hals verblutet. Über Umwege über einen Blutklub kommen die Ermittler auf ein Labor, in dem sie einen HIV-Test gemacht hatte. Unterdessen ermitteln Grissom und Sara in dem scheinbaren Raub von millionenschweren Ausstellungsstücken.                                             |           |                               |                            |                      |                                        |                   | |
| 83 | 14        | Der dritte Mann               | Paper or Plastic           | 12. Feb. 2004        | 8. Dez. 2004                           | Kenneth Fink      | Naren Shankar                                                                                               |
| Bei dem Überfall auf einen Supermarkt sterben fünf Menschen, eine Zivilistin starb durch die Waffe eines Polizisten. Dieser schwört, dass er auf einen weiteren Räuber geschossen hat, doch zunächst deutet nichts auf einen Komplizen hin. |           |                               |                            |                      |                                        |                   | |
| 84 | 15        | Kaltblütig                    | Early Rollout              | 19. Feb. 2004        | 15. Dez. 2004                          | Duane Clark       | Handlung: Elizabeth Devine Schauspiel: Carol Mendelsohn & Anthony E. Zuiker                                 |
| Ein reiches Ehepaar wird ermordet und nicht Raub scheint das Motiv gewesen zu sein. Ein Motiv hätte der ehemalige Geschäftspartner des Ehemannes. |           |                               |                            |                      |                                        |                   | |
| 85 | 16        | Tod eines Clowns              | Getting Off                | 26. Feb. 2004        | 22. Dez. 2004                          | Kenneth Fink      | Jerry Stahl                                                                                                 |
| In einem schlechten Viertel wurde ein Mitarbeiter einer Entzugseinrichtung ermordet. Offenbar hatte er zu viel Erfolg mit seinem Programm und dadurch den Dealern geschadet. Unterdessen wird die Leiche eines Clowns gefunden, der nicht nur einen Auftritt auf einem Kindergeburtstag hatte, sondern auch im Bett seiner Auftraggeberin.                                                         |           |                               |                            |                      |                                        |                   | |
| 86 | 17        | Hinter Gittern                | XX                         | 11. März 2004        | 5. Jan. 2005                           | Deran Sarafian    | Ethlie Ann Vare                                                                                             |
| Ein scheinbar gescheiterter Ausbruchsversuch aus einem Frauengefängnis entpuppt sich als Mord aus Eifersucht. Währenddessen entpuppt sich ein scheinbarer Mord als Selbstmord. |           |                               |                            |                      |                                        |                   | |
| 87 | 18        | Blinde Wut                    | Bad to the Bone            | 1. Apr. 2004         | 12. Jan. 2005                          | David Grossman    | Eli Talbert                                                                                                 |
| Als ein Casinogast zu Tode geprügelt wird und der Verdächtige kurz danach im Verhörraum stirbt, werden sein Haus und Land durchsucht. Dabei stößt Grissom auf eine acht Jahre alte Frauenleiche. |           |                               |                            |                      |                                        |                   | |
| 88 | 19        | Feuerteufel                   | Bad Words                  | 15. Apr. 2004        | 19. Jan. 2005                          | Rob Bailey        | Sarah Goldfinger                                                                                            |
| Als das Haus einer Familie in Flammen aufgeht und die älteste Tochter an eine Rauchvergiftung stirbt, gehen die Ermittler zunächst von Brandstiftung aus. Das scheidet jedoch aus und auch Versicherungsbetrug war es nicht. Es war ein Unfall, wenn auch von unerwarteter Seite. |           |                               |                            |                      |                                        |                   | |
| 89 | 20        | Sport ist Mord                | Dead Ringer                | 29. Apr. 2004        | 26. Jan. 2005                          | Kenneth Fink      | Elizabeth Devine                                                                                            |
| Bei dem alljährlichen Wüstenlauf der Polizei entdeckt Grissom einen toten Läufer neben der Rennstrecke. In einem Hotel in der Stadt liegen zwei erschossene Polizisten, ein vermeintlicher Mord mit anschließendem Selbstmord. |           |                               |                            |                      |                                        |                   | |
| 90 | 21        | Achterbahn der Gefühle        | Turn of the Screws         | 6. Mai 2004          | 2. Feb. 2005                           | Deran Sarafian    | Handlung: Richard Catalani & Carol Mendelsohn Schauspiel: Josh Berman                                       |
| In einer Achterbahn entgleisen zwei Waggons. Ein Junge, der in der Nähe der anderen gefunden wird, saß jedoch nicht darin. Er wurde vorher erschlagen. |           |                               |                            |                      |                                        |                   | |
| 91 | 22        | Falsches Spiel                | No More Bets               | 13. Mai 2004         | 9. Feb. 2005                           | Richard J. Lewis  | Handlung: Dustin Lee Abraham & Andrew Lipsitz Schauspiel: Judith McCreary, Carol Mendelsohn & Naren Shankar |
| Ein Mord als Bestrafung für Falschspiel, zunächst sieht der Tod eines Jungen danach aus. Doch dann wird auch sein Partner tot gefunden und es stellt sich heraus, dass jemand dem Casinoboss Sam Braun die Morde aus Rache anhängen wollte. |           |                               |                            |                      |                                        |                   | |
| 92 | 23        | Die Chimäre                   | Bloodlines                 | 20. Mai 2004         | 16. Feb. 2005                          | Kenneth Fink      | Handlung: Sarah Goldfinger & Eli Talbert Schauspiel: Carol Mendelsohn & Naren Shankar                       |
| Eine Frau entkommt ihrem Vergewaltiger, bevor er sie erwürgen kann. Doch obwohl sie ihn identifizieren kann, stimmt seine DNS nicht mit dem Sperma überein. Auch keiner seiner vielen Brüder war es. Nachdem die Frau erneut vergewaltigt und diesmal getötet wurde, entdeckt Grissom, dass der ursprüngliche Verdächtige eine seltene Genmutation aufweist.                                       |           |                               |                            |                      |                                        |                   | |

## Staffel 5
Die Erstausstrahlung der fünften Staffel war vom 23. September 2004 bis zum 19. Mai 2005 auf dem US-amerikanischen Sender CBS zu sehen. Die deutschsprachige Erstausstrahlung sendete der deutsche Free-TV-Sender VOX vom 4. Januar bis zum 31. Mai 2006.
| Nr. (ges.) | Nr. (St.) | Deutscher Titel            | Originaltitel                  | Erstausstrahlung USA | Deutschsprachige Erstausstrahlung (DE) | Regie             | Drehbuch                                                                                    |
| --- | --------- | -------------------------- | ------------------------------ | -------------------- | -------------------------------------- | ----------------- | ------------------------------------------------------------------------------------------- |
| 93 | 1         | Viva Las Vegas             | Viva Las Vegas                 | 23. Sep. 2004        | 4. Jan. 2006                           | Danny Cannon      | Danny Cannon & Carol Mendelsohn                                                             |
| In Vegas ist der Teufel los. Jeder des Ermittlerteams hat einen Mord aufzuklären. Greg Sanders geht zusammen mit Gil zu seinem ersten Außeneinsatz. Der Fall wird zu einem Leistungstest für Greg, den er nicht besteht. |           |                            |                                |                      |                                        |                   |                                                                                             |
| 94 | 2         | Abgründe                   | Down the Drain                 | 7. Okt. 2004         | 4. Jan. 2006                           | Kenneth Fink      | Naren Shankar                                                                               |
| Nach einem Regenguss wird eine ertrunkene Leiche in einem Kanalisationsschacht entdeckt. Der Tod des Mannes stellt sich zwar schnell als Unfall heraus, aber das CSI Team entdeckt in der Nähe der Leiche menschliche Knochen. Nun müssen sie herausfinden wo und von wem diese Knochen in die Kanalisation geworfen wurden. |           |                            |                                |                      |                                        |                   |                                                                                             |
| 95 | 3         | Ausgebeutet                | Harvest                        | 14. Okt. 2004        | 11. Jan. 2006                          | David Grossman    | Judith McCreary                                                                             |
| Ein Mädchen wird entführt. Das Team sucht den Täter und den Grund der Entführung. |           |                            |                                |                      |                                        |                   |                                                                                             |
| 96 | 4         | Der sterbende Schwan       | Crow’s Feet                    | 21. Okt. 2004        | 18. Jan. 2006                          | Richard J. Lewis  | Josh Berman                                                                                 |
| Eine Frau wird tot in einem Hotelzimmer entdeckt. Catherine und Nick finden heraus, dass sie vor ihrem Tod mehrere kosmetische Eingriffe hat machen lassen. Als eine weitere Frau stirbt gerät der Arzt der die Eingriffe gemacht hat unter Verdacht. Grissom, Greg und Sara untersuchen derweil den Tod eines Mannes, der an Rauchvergiftung starb. |           |                            |                                |                      |                                        |                   |                                                                                             |
| 97 | 5         | Partnertausch              | Swap Meet                      | 28. Okt. 2004        | 25. Jan. 2006                          | Danny Cannon      | Carol Mendelsohn, David Rambo & Naren Shankar                                               |
| Eine Frau wird ertrunken in einem Springbrunnen aufgefunden, nachdem sie zuvor eine Swingerparty besucht hatte; Grissom, Sara und Greg ermitteln. Unterdessen bearbeiten Warrick und Nick den Fall eines Mannes, der mit einer Kreissäge ermordet wurde. Da Conrad Ecklie, der bisherige Leiter der Tagschicht befördert wird, bewirbt sich Catherine für die vakante Stelle. |           |                            |                                |                      |                                        |                   |                                                                                             |
| 98 | 6         | Entwischt                  | What’s Eating Gilbert Grissom? | 4. Nov. 2004         | 2. Feb. 2006                           | Kenneth Fink      | Sarah Goldfinger                                                                            |
| Studenten jagen einen Kommilitonen bei einem Aufnahmeritus einer studentischen Verbindung über den nächtlichen Campus, bis dieser stürzt und in einem riesigen Madenhaufen fällt. Die Leiterin der Uni ruft Grissom als entomologischen Experten. Dieser findet in dem Madenhaufen zerhäckselte Überreste eines Menschen. Eine blaue Farbspur an einem Fingernagel des Opfers deutet auf den Campus-Mörder, den Grissoms Team einst überführte und verhaftet hat und der längst hingerichtet wurde. Ein Trittbrettfahrer? Oder starb der falsche Täter durch die Todesspritze? |           |                            |                                |                      |                                        |                   |                                                                                             |
| 99 | 7         | Hilferufe                  | Formalities                    | 11. Nov. 2004        | 8. Feb. 2006                           | Bill Eagles       | Dustin Lee Abraham & Naren Shankar                                                          |
| Da die Spätschicht unterbesetzt ist, muss Grissom einspringen und zusammen mit seiner Kollegin Sophia Curtis herausfinden warum nach einer Highschool Party ein Mädchen tot ist, und ein weiteres vermisst wird. |           |                            |                                |                      |                                        |                   |                                                                                             |
| 100 | 8         | Tod im OP                  | Ch-Ch-Changes                  | 18. Nov. 2004        | 15. Feb. 2006                          | Richard J. Lewis  | Jerry Stahl                                                                                 |
| Das CSI Team ermittelt, als eine Frau mit aufgeschlitzter Kehle in ihrem Auto entdeckt wird. Bei der Autopsie stellt sich heraus, dass die Frau eigentlich ein Mann war, der sich einer Geschlechtsumwandlungsoperation unterzogen hatte. |           |                            |                                |                      |                                        |                   |                                                                                             |
| 101 | 9         | Hexenjagd                  | Mea Culpa                      | 25. Nov. 2004        | 22. Feb. 2006                          | David Grossman    | Handlung: Josh Berman & Carol Mendelsohn Schauspiel: Josh Berman                            |
| Als Grissom im Zeugenstand auf einem zentralen Beweisstück einen Fingerabdruck entdeckt, der vorher noch nicht dort war, lässt er den Fall noch mal neu aufrollen. Sein Vorgesetzter, Conrad Ecklie, ist davon nicht begeistert und startet interne Ermittlungen, die feststellen sollen, ob Grissom zuvor einen Fehler bei den Ermittlungen gemacht hat. Unterdessen ermitteln Sara und Greg im Fall eines Mannes, der sich selbst ins Bein schoss und verblutete. Ecklies Untersuchungen ergeben schließlich, dass Grissom sich keinen Fehler zuschulden hat kommen lassen. Da er jedoch Zweifel an der Effektivität von Grissoms Teams hat, macht Ecklie einige personelle Änderungen: Nick und Warrick werden in die Spätschicht versetzt, deren Leitung von nun an Catherine übernimmt; Grissoms behält die Nachtschicht, die sich von nun an aus Sara, Greg und Sofia Curtis zusammensetzt. |           |                            |                                |                      |                                        |                   |                                                                                             |
| 102 | 10        | Ein grausiger Fund         | No Humans Involved             | 9. Dez. 2004         | 1. März 2006                           | Rob Bailey        | Judith McCreary                                                                             |
| Grissom und sein Team ermitteln, nachdem ein Junge tot in einer Mülltonne gefunden wurde. Catherine, Nick und Warrick untersuchen den Tod eines Gefängnisinsassen, den man hirntotgeprügelt hat. |           |                            |                                |                      |                                        |                   |                                                                                             |
| 103 | 11        | Meisterdetektive           | Who Shot Sherlock?             | 6. Jan. 2005         | 8. März 2006                           | Kenneth Fink      | Richard Catalani & David Rambo                                                              |
| Grissom, Greg und Sara untersuchen den Tod eines Mannes, der von den Sherlock-Holmes-Geschichten besessen war und sogar die Wohnung des fiktionalen Detektivs in seinem Haus nachgestellt hat. Dieser Fall ist gleichzeitig Gregs Abschlussprüfung, in der bestimmt werden soll, ob er für den Außendienst geeignet ist. Unterdessen versuchen Nick und Warrick die Todesumstände eines jungen Mannes herauszufinden, der – scheinbar grundlos – mit seinem Auto von der Straße abgekommen war und dessen Todesursache bei einer Autopsie nicht festgestellt werden konnte. Am Ende des Tages, nachdem beide Fälle gelöst wurden, verkündet Grissom, dass Greg seinen Test bestanden hat und somit zum CSI Level 1 befördert wird. |           |                            |                                |                      |                                        |                   |                                                                                             |
| 104 | 12        | Spiel mir das Lied vom Tod | Snakes                         | 13. Jan. 2005        | 15. März 2006                          | Richard J. Lewis  | Dustin Lee Abraham                                                                          |
| Als ein Abgetrennter Kopf, mit einer Schlange im Mund, in einem Zeitungskasten entdeckt wird, müssen Nick und Catherine ermitteln. Warrick erhält bei seinen Ermittlungen zu einem Mord an einem Vertreter, der alte Menschen übers Ohr gehauen hat, Unterstützung von Greg und Sofia. |           |                            |                                |                      |                                        |                   |                                                                                             |
| 105 | 13        | Schwarzes Grab             | Nesting Dolls                  | 3. Feb. 2005         | 22. März 2006                          | Bill Eagles       | Sarah Goldfinger                                                                            |
| In einer Teergrube liegen zwei Frauenleichen, die eine seit zwei, die andere seit fünf Jahren tot. Die neuere Leiche weist Spuren von körperlicher Misshandlung auf und kam als „Katalogbraut“ in die Staaten. |           |                            |                                |                      |                                        |                   |                                                                                             |
| 106 | 14        | Hetzjagd                   | Unbearable                     | 10. Feb. 2005        | 29. März 2006                          | Kenneth Fink      | Josh Berman & Carol Mendelsohn                                                              |
| Eine junge Mutter verschwindet nach einer Feiernacht scheinbar spurlos. Ihre Freundin und die Schwiegermutter fahren denselben Wagen – der, mit Babypuder, die einzig sichtbaren Spuren auf der Leiche hinterlassen hat. Außerdem wird ein Mann tot aufgefunden, der von einem Kodiak-Bären angefallen wurde, den es in Vegas nur im Zoo geben dürfte. |           |                            |                                |                      |                                        |                   |                                                                                             |
| 107 | 15        | Baby Bruce                 | King Baby                      | 17. Feb. 2005        | 5. Apr. 2006                           | Richard J. Lewis  | Jerry Stahl                                                                                 |
| Ein sehr reicher Casino-Besitzer starb beim Fall von seinem Balkon. Im Leben sammelte er die Geheimnisse von anderen Leuten und erpresste sie damit. Doch er selbst barg ein Geheimnis. |           |                            |                                |                      |                                        |                   |                                                                                             |
| 108 | 16        | Die Last der Liebe         | Big Middle                     | 24. Feb. 2005        | 12. Apr. 2006                          | Kenneth Fink      | Handlung: Dustin Lee Abraham Schauspiel: Judith McCreary & Naren Shankar                    |
| Ein Mann wurde in seinem Bett von einer großen Last erdrückt. Er hatte eine Vorliebe für dicke Frauen im Bett. Unterdessen wurde ein professioneller Sportwetter erschossen. |           |                            |                                |                      |                                        |                   |                                                                                             |
| 109 | 17        | Zweifelhaftes Geständnis   | Compulsion                     | 10. März 2005        | 19. Apr. 2006                          | Duane Clark       | Josh Berman & Richard Catalani                                                              |
| Die Vergewaltigung und Ermordung einer Stewardess erinnert an einen alten Fall. Doch diesmal hat der Mörder nicht alle Spuren verwischen können. Derweil wurde ein zwölfjähriger Junge von seinem älteren Bruder erschlagen. |           |                            |                                |                      |                                        |                   |                                                                                             |
| 110 | 18        | Das Wunschkind             | Spark of Life                  | 31. März 2005        | 26. Apr. 2006                          | Kenneth Fink      | Allen McDonald                                                                              |
| Scheinbar zwei verschiedene Fälle: Eine verbrannte, aber noch lebende Frau und eine tote Familie. Doch es stellt sich heraus, dass die Frau sich selbst angezündet hat, weil sie eine Affäre mit dem Familienvater hatte und schwanger von ihm war. |           |                            |                                |                      |                                        |                   |                                                                                             |
| 111 | 19        | Nachtschicht               | 4x4                            | 14. Apr. 2005        | 3. Mai 2006                            | Terrence O’Hara   | Handlung: Sarah Goldfinger & Naren Shanker Schauspiel: Dustin Lee Abraham & David Rambo     |
| Vier Fälle in einer Nacht: Grissom und Brass untersuchen den Diebstahl eines Hummers und einen Taco-Verkaufsstand. Warrick nimmt die Ermittlungen an dem Mord eines Autoshow-Girls auf. Sara und Greg müssen sich um den Tod eines Bodybuilders kümmern. Nick bekommt einen toten Jungen zugeteilt, der auf einer Bank gefunden wurde. |           |                            |                                |                      |                                        |                   |                                                                                             |
| 112 | 20        | Gefallener Engel           | Hollywood Brass                | 21. Apr. 2005        | 10. Mai 2006                           | Bill Eagles       | Sarah Goldfinger & Carol Mendelsohn                                                         |
| Brass bekommt einen Anruf von seiner Tochter Ellie, die in L.A. inzwischen auf den Strich geht und ihre beste Freundin vermisst. Später wird deren Leiche gefunden und Brass legt sich mit einflussreichen Männern an. |           |                            |                                |                      |                                        |                   |                                                                                             |
| 113 | 21        | Blutiger Wahn              | Committed                      | 28. Apr. 2005        | 17. Mai 2006                           | Richard J. Lewis  | Sarah Goldfinger, Richard J. Lewis & Uttam Narsu                                            |
| In einer Klinik für psychopathische Gewalttäter wird einer der Insassen erstickt. Nachdem zunächst vor allem die Insassen in Verdacht stehen, fällt der zunehmend auf das Personal. |           |                            |                                |                      |                                        |                   |                                                                                             |
| 114 | 22        | Flirt mit dem Tod          | Weeping Willows                | 5. Mai 2005          | 24. Mai 2006                           | Kenneth Fink      | Areanne Lloyd                                                                               |
| Nachdem Catherine in einer Bar übel von einem Typen angemacht wurde, wird dieser verdächtigt, zwei Frauen erschossen zu haben. Doch obwohl er mit beiden Kontakt in der Bar hatte, gibt es da noch den Ex-Freund und Stalker des ersten Opfers. |           |                            |                                |                      |                                        |                   |                                                                                             |
| 115 | 23        | Auf Eis                    | Iced                           | 12. Mai 2005         | 31. Mai 2006                           | Richard J. Lewis  | Josh Berman                                                                                 |
| Ein Collegepärchen liegt tot auf seinem Zimmer. Zunächst sieht alles nach einer Kohlenmonoxidvergiftung aus. Da das übrige CSI ebenfalls Fälle hat, muss sogar der Verwalter Ecklie ran. Doch seine Leiche wird kurz darauf aus der Gerichtsmedizin gestohlen. |           |                            |                                |                      |                                        |                   |                                                                                             |
| 116 | 24        | Grabesstille – Teil 1      | Grave Danger (1)               | 19. Mai 2005         | 31. Mai 2006                           | Quentin Tarantino | Handlung: Quentin Tarantino Schauspiel: Carol Mendelsohn, Naren Shankar & Anthony E. Zuiker |
| Bei einem fingierten Tatort wird Nick entführt und irgendwo lebendig vergraben. Das CSI liefert das Lösegeld ab, doch der Entführer sprengt sich damit selbst in die Luft. |           |                            |                                |                      |                                        |                   |                                                                                             |
| 117 | 25        | Grabesstille – Teil 2      | Grave Danger (2)               | 19. Mai 2005         | 31. Mai 2006                           | Quentin Tarantino | Handlung: Quentin Tarantino Schauspiel: Carol Mendelsohn, Naren Shankar & Anthony E. Zuiker |
| Anhand eines Prototyps der Kiste, die an dem Übergabeplatz gefunden wurde, und der Bilder von der Kamera in Nicks Kiste kann das Team Nick lebend befreien, gerade noch rechtzeitig. |           |                            |                                |                      |                                        |                   |                                                                                             |

## Staffel 6
Die Erstausstrahlung der sechsten Staffel war vom 22. September 2005 bis zum 18. Mai 2006 auf dem US-amerikanischen Sender CBS zu sehen. Die deutschsprachige Erstausstrahlung sendete der deutsche Free-TV-Sender RTL vom 9. November 2006 bis zum 6. September 2007.
| Nr. (ges.) | Nr. (St.) | Deutscher Titel           | Originaltitel                | Erstausstrahlung USA | Deutschsprachige Erstausstrahlung (DE) | Regie            | Drehbuch                                                                                     |
| --- | --------- | ------------------------- | ---------------------------- | -------------------- | -------------------------------------- | ---------------- | -------------------------------------------------------------------------------------------- |
| 118 | 1         | Feuer und Flamme          | Bodies in Motion             | 22. Sep. 2005        | 9. Nov. 2006                           | Richard J. Lewis | Handlung: Carol Mendelsohn & Naren Shankar Schauspiel: Naren Shanker                         |
| Während ein Pärchen in ihrem Wohnwagen stirbt, weil ein anderes Auto in ihn reinrast, findet man in einem verdächtigen Wagen zwei Leichen im Kofferraum. |           |                           |                              |                      |                                        |                  |                                                                                              |
| 119 | 2         | Spiel mit dem Tod         | Room Service                 | 29. Sep. 2005        | 16. Nov. 2006                          | Kenneth Fink     | Dustin Lee Abraham & Henry Alonso Myers                                                      |
| Ein Laote und sein Taxifahrer sind tot, ein weiterer Laote wird verdächtig und noch einer ist ebenfalls tot. Unterdessen untersuchen Warrick und Greg den Tod eines Schauspielers, eindeutig wurden hier Spuren verwischt. |           |                           |                              |                      |                                        |                  |                                                                                              |
| 120 | 3         | Beiß Mich!                | Bite Me                      | 6. Okt. 2005         | 30. Nov. 2006                          | Jeffrey Hunt     | Handlung: Josh Berman & Carol Mendelsohn Schauspiel: Josh Berman                             |
| Ein Mann ruft erst sehr spät den Notarzt an, der kann nur noch den Tod dessen Frau feststellen. Auch seine erste Frau starb bei einem Treppensturz. |           |                           |                              |                      |                                        |                  |                                                                                              |
| 121 | 4         | Todesjünger               | Shooting Stars               | 13. Okt. 2005        | 8. Dez. 2006                           | Danny Cannon     | Danny Cannon                                                                                 |
| Die in einem Vorgarten abgeladene Leiche eines jungen Mannes führt Grissom direkt in das Hauptquartier einer Sekte. Dort liegen weitere elf Leichen. |           |                           |                              |                      |                                        |                  |                                                                                              |
| 122 | 5         | Blutiges Gras             | Gum Drops                    | 20. Okt. 2005        | 14. Dez. 2006                          | Richard J. Lewis | Sarah Goldfinger                                                                             |
| Eine Familie verschwindet aus ihrem Haus, die gefundene Menge Blut lässt auf drei Leichen schließen. Nick folgt der Spur aus Kaugummibrocken, um die Tochter zu finden, während Sara im Keller eine Hanfplantage entdeckt. |           |                           |                              |                      |                                        |                  |                                                                                              |
| 123 | 6         | Herr der Fliegen          | Secrets and Flies            | 3. Nov. 2005         | 21. Dez. 2006                          | Terrence O’Hara  | Josh Berman                                                                                  |
| Während Catherine in dem Mordfall einer jungen Mutter ermittelt, versucht Grissom zu beweisen, dass ein anderer Entomologe Beweise gefälscht hat. |           |                           |                              |                      |                                        |                  |                                                                                              |
| 124 | 7         | Im Kugelhagel – Teil 1    | A Bullet Runs Through It (1) | 10. Nov. 2005        | 4. Jan. 2007                           | Danny Cannon     | Richard Catalani & Carol Mendelsohn                                                          |
| Bei einer Schießerei sterben drei der Verdächtigen und ein Polizist, alle durch Polizeikugeln. Nun muss nicht nur geklärt werden, wer den Polizisten erschossen hat, sondern auch, ob die Zeugenaussagen möglicherweise stimmen. Diese werfen der Polizei Willkür vor. |           |                           |                              |                      |                                        |                  |                                                                                              |
| 125 | 8         | Im Kugelhagel – Teil 2    | A Bullet Runs Through It (2) | 17. Nov. 2005        | 4. Jan. 2007                           | Kenneth Fink     | Richard Catalani & Carol Mendelsohn                                                          |
| Nachdem am Ende von Teil 1 der flüchtige Verdächtige von einem Heckenschützen erschossen wurde, findet das Team den Grund für die wilde Verfolgungsjagd mit Schusswechsel heraus. Außerdem rekonstruieren sie die Tatorte. |           |                           |                              |                      |                                        |                  |                                                                                              |
| 126 | 9         | Das große Fressen         | Dog Eat Dog                  | 24. Nov. 2005        | 28. Dez. 2006                          | Duane Clark      | Allen MacDonald & Dustin Lee Abraham                                                         |
| In einem Müllcontainer liegt ein Mann, der sich zu Tode gefressen hat. Er hatte einen viel zu großen Magen und konnte nicht aufhören zu essen. Ein Paar, das gerade in einem hässlichen Scheidungskrieg steckte, starb wegen des gemeinsamen Hundes. |           |                           |                              |                      |                                        |                  |                                                                                              |
| 127 | 10        | Vermisst                  | Still Life                   | 8. Dez. 2005         | 11. Jan. 2007                          | Richard J. Lewis | David Rambo                                                                                  |
| Eine junge Mutter behauptet, ihr Kind sei verschwunden. Als jedoch das Kind gefunden wird, stellt sich heraus, dass es gar nicht ihr Kind ist und sie psychisch krank ist. |           |                           |                              |                      |                                        |                  |                                                                                              |
| 128 | 11        | Der Wolfsmann             | Werewolves                   | 5. Jan. 2006         | 11. Jan. 2007                          | Kenneth Fink     | Josh Berman                                                                                  |
| Ein stark behaarter Mann wird mit einer Silberkugel erschossen. Es gab jedoch eine Zeugin von der niemand weiß. |           |                           |                              |                      |                                        |                  |                                                                                              |
| 129 | 12        | Späte Rache               | Daddy’s Little Girl          | 19. Jan. 2006        | 18. Jan. 2007                          | Terrence O’Hara  | Handlung: Sarah Goldfinger & Naren Shankar Schauspiel: Sarah Goldfinger & Henry Alonso Myers |
| Ein Mann wird in der Garage seiner Freundin gefunden. Deren Mutter sah sie als Konkurrentin, gerade im Liebesleben. |           |                           |                              |                      |                                        |                  |                                                                                              |
| 130 | 13        | Der letzte Vorhang        | Kiss-Kiss, Bye-Bye           | 26. Jan. 2006        | 25. Jan. 2007                          | Danny Cannon     | David Rambo                                                                                  |
| Auf einer glamourösen Party einer Show-Diva wird ein Kellner erschossen. Das CSI Team ermittelt. |           |                           |                              |                      |                                        |                  |                                                                                              |
| 131 | 14        | Hass verjährt nie         | Killer                       | 2. Feb. 2006         | 1. Feb. 2007                           | Kenneth Fink     | Handlung: Erik Saltzgaber Schauspiel: Dustin Lee Abraham & Naren Shankar                     |
| Das CSI-Team stellt Untersuchungen an, als ein Partygirl verletzt wird und bei einem Verkehrsunfall ums Leben kommt. |           |                           |                              |                      |                                        |                  |                                                                                              |
| 132 | 15        | Das kalte Grauen          | Pirates of the Third Reich   | 9. Feb. 2006         | 8. Feb. 2007                           | Richard J. Lewis | Jerry Stahl                                                                                  |
| Die Leiche von Zoe Kessler wird in der Wüste aufgefunden mit einer Nummer als Brandzeichen auf der Schulter. Sie hatte an einer Schlafstörungsstudie teilgenommen und verschwand danach. |           |                           |                              |                      |                                        |                  |                                                                                              |
| 133 | 16        | Rauchzeichen              | Up In Smoke                  | 2. März 2006         | 15. Feb. 2007                          | Duane Clark      | Josh Berman                                                                                  |
| Eine stark verbrannte Leiche, die zunächst für den Sohn des Hausbesitzers gehalten wird, wird in einem Kamin gefunden. Kurz darauf wird eine zweite Leiche im selben Kamin entdeckt. |           |                           |                              |                      |                                        |                  |                                                                                              |
| 134 | 17        | Brandgefährlich           | I Like to Watch              | 9. März 2006         | 22. Feb. 2007                          | Kenneth Fink     | Richard Catalani & Henry Alonso Myers                                                        |
| Ein Fußfetischist verkleidet sich als Feuerwehrmann und überfällt Frauen in ihren Wohnungen. Er zündet auf den Fluren Rauchbomben, um in die Wohnungen zu kommen. Betäuben tut er die Opfer mit Lachgas, welches er in einer Sauerstoffflasche auf dem Rücken mit sich führt. Dann fesselt und vergewaltigt er die Opfer. |           |                           |                              |                      |                                        |                  |                                                                                              |
| 135 | 18        | Geschwisterbande          | The Unusual Suspect          | 30. März 2006        | 1. März 2007                           | Alec Smight      | Allen MacDonald                                                                              |
| Ein Junge wird angeklagt eine beliebte Mitschülerin getötet zu haben. Im Prozess gesteht plötzlich seine Schwester, ein Wunderkind (IQ 177), im Zeugenstand die Tat. Sie zieht ihre Jacke aus und trägt darunter ein blutiges T-Shirt. Der Richter gibt dem CSI-Team 72 Stunden zur Analyse der neuen Beweise. |           |                           |                              |                      |                                        |                  |                                                                                              |
| 136 | 19        | Die Gabe                  | Spellbound                   | 6. Apr. 2006         | 8. März 2007                           | Jeffrey Hunt     | Jacqueline Hoyt                                                                              |
| Grissom, Greg und Warrick ermitteln im Fall einer Hellseherin, die erschossen wurde. Im Laufe der Ermittlungen stellt sich heraus, dass ihr Fall Verbindungen zu einem 15 Jahre alten Mord hat. |           |                           |                              |                      |                                        |                  |                                                                                              |
| 137 | 20        | Falsches Motiv            | Poppin’ Tags                 | 13. Apr. 2006        | 15. März 2007                          | Bryan Spicer     | Dustin Lee Abraham                                                                           |
| Die Morde an drei Mitgliedern einer Straßengang führen das CSI-Team in die Welt der Rapmusik. |           |                           |                              |                      |                                        |                  |                                                                                              |
| 138 | 21        | Teamwork                  | Rashomama                    | 27. Apr. 2006        | 29. März 2007                          | Kenneth Fink     | Sarah Goldfinger                                                                             |
| Eine erfolgreiche Staatsanwältin wird auf der Hochzeit ihres Sohnes ermordet. Nachdem das CSI Team am Tatort Beweise gesammelt hat, halten sie kurz an einem Café an, um einen Happen zu essen, bevor sie ins Labor fahren. Dummerweise wird aber währenddessen Nicks Auto, in dem sich die meisten Beweise befinden, gestohlen. Trotz dieses herben Rückschlags in den Ermittlungen gelingt es Grissom und seinem Team aber schließlich, mit den verbliebenen Beweisen den Autodieb und die Mörder der unbeliebten Staatsanwältin zu überführen. |           |                           |                              |                      |                                        |                  |                                                                                              |
| 139 | 22        | Tödliches Spiel           | Time of Your Death           | 4. Mai 2006          | 5. Apr. 2007                           | Dean White       | Handlung: Danny Cannon Schauspiel: Richard Catalani & David Rambo                            |
| Ein Mann, der auf Kosten seiner Firma eine ganz besondere Nacht in Las Vegas verbracht hat, wird in einem Hinterhof tot aufgefunden. Während die Umstände der Nacht klarer werden, da die arrangierte Nacht eine Art Bonus von seinem Chef sein sollte, wird der Mord an den Mann erst aufgeklärt, als auf Überwachungsvideos zu sehen ist, was dem Opfer nach der perfekten Nacht widerfährt. |           |                           |                              |                      |                                        |                  |                                                                                              |
| 140 | 23        | Um Leben und Tod – Teil 1 | Bang-Bang (1)                | 11. Mai 2006         | 6. Sep. 2007                           | Terrence O’Hara  | Naren Shankar & Anthony E. Zuiker                                                            |
| Willy Cuttlers Ehefrau wurde zuhause ermordet. Er ist Mitarbeiter einer Ausflugsagentur und einziger Überlebender eines scheinbaren Überfalls in seiner Firma. Als er eine junge Frau als Geisel nimmt, will Captain Brass vermitteln und wird dabei angeschossen. Warrick hat Eheprobleme. |           |                           |                              |                      |                                        |                  |                                                                                              |
| 141 | 24        | Um Leben und Tod – Teil 2 | Way To Go (2)                | 18. Mai 2006         | 6. Sep. 2007                           | Kenneth Fink     | Jerry Stahl                                                                                  |
| Captain Brass kämpft um sein Leben, seine Tochter Ellie kommt. Ein dekapitierter Mann mit extrem schmaler Taille wird von einem Zug überfahren, er war Fan der Sezessionskriege. |           |                           |                              |                      |                                        |                  |                                                                                              |

## Staffel 7
Die Erstausstrahlung der siebten Staffel war vom 21. September 2006 bis zum 17. Mai 2007 auf dem US-amerikanischen Sender CBS zu sehen. Die deutschsprachige Erstausstrahlung sendete der deutsche Free-TV-Sender RTL vom 13. September 2007 bis zum 4. September 2008.
| Nr. (ges.) | Nr. (St.) | Deutscher Titel                     | Originaltitel                         | Erstausstrahlung USA | Deutschsprachige Erstausstrahlung (DE) | Regie              | Drehbuch                                                                                   |
| --- | --------- | ----------------------------------- | ------------------------------------- | -------------------- | -------------------------------------- | ------------------ | ------------------------------------------------------------------------------------------ |
| 142 | 1         | Mord nach Modell – Teil 1           | Built to Kill (1)                     | 21. Sep. 2006        | 13. Sep. 2007                          | Kenneth Fink       | Handlung: Sarah Goldfinger Schauspiel: David Rambo & Naren Shankar                         |
| Sam Braun steht unter Verdacht bei einem scheinbar inszenierten Selbstmord. Im Cirque du Soleil wurde eine Frau von Hebebühnen zerquetscht. Catherine wird betäubt, um ihren Vater zu erpressen. Und zum Schluss kommt Grissom an einen Tatort, der in einer Miniatur nachgebildet wurde, die neben der Leiche steht. |           |                                     |                                       |                      |                                        |                    |                                                                                            |
| 143 | 2         | Mord nach Modell – Teil 2           | Built to Kill (2)                     | 28. Sep. 2006        | 13. Sep. 2007                          | Kenneth Fink       | Handlung: David Rambo Schauspiel: Sarah Goldfinger & Naren Shankar                         |
| Grissom findet heraus, dass niemand aus der direkten Umgebung des Opfers der Mörder ist. Währenddessen wird Catherines Tochter entführt, um wieder Sam Braun zu erpressen. Doch Lindsay wird gefunden und Sam erschossen. |           |                                     |                                       |                      |                                        |                    |                                                                                            |
| 144 | 3         | Wachet auf                          | Toe Tags                              | 5. Okt. 2006         | 20. Sep. 2007                          | Jeffrey Hunt       | Handlung: Allen MacDonald & Carol Mendelsohn Schauspiel: Richard Catalani & Douglas Petrie |
| Grissom erklärt einigen Studenten vier Fälle: Eine Frau, deren scheinbarer Wanderunfall Mord war; ein Soldat, der in Vegas an einer Tankstelle erstochen wurde; eine Polizistin, die von ihrem Auftraggeber ertränkt wurde; zwei Männer, deren scheinbares Kettensägenmassaker ein Unfall war. |           |                                     |                                       |                      |                                        |                    |                                                                                            |
| 145 | 4         | Happy Slapping                      | Fannysmackin’                         | 12. Okt. 2006        | 27. Sep. 2007                          | Richard J. Lewis   | Dustin Lee Abraham                                                                         |
| Innerhalb kürzester Zeit wird ein Mann zu Tode geprügelt und es gibt noch zwei weitere Opfer, die überlebten. Der letztere jedoch nur dank Gregs Eingreifen. Auch dieser wird daraufhin von den Jugendlichen übel zugerichtet, die das Ganze als eine Art Sport betreiben. |           |                                     |                                       |                      |                                        |                    |                                                                                            |
| 146 | 5         | Kreuzigung                          | Double-Cross                          | 19. Okt. 2006        | 4. Okt. 2007                           | Michael Slovis     | Marlene Meyer                                                                              |
| Die beste Freundin und Geliebte eines Priesters wird in seiner Kirche gekreuzigt. Es gibt viele Verdächtige, darunter eine Schwester und der beste Freund des Opfers und des Priesters. |           |                                     |                                       |                      |                                        |                    |                                                                                            |
| 147 | 6         | Verhalten ohne Vernunft             | Burn Out                              | 2. Nov. 2006         | 11. Okt. 2007                          | Alec Smight        | Jacqueline Hoyt                                                                            |
| Zwei Jungen verschwinden nach einem heftigen Streit mit dem Großvater. Sie laufen direkt in die Arme eines bekannten Pädophilen. |           |                                     |                                       |                      |                                        |                    |                                                                                            |
| 148 | 7         | Nächster Akt                        | Post Mortem                           | 9. Nov. 2006         | 18. Okt. 2007                          | Richard J. Lewis   | Handlung: Naren Shanker Schauspiel: Dustin Lee Abraham & David Rambo                       |
| Eine alte Frau wird ermordet. Zunächst tauchen als Motive unter anderem ihre starken Schmerzmittel auf, doch dann bekommt Grissom ein exaktes Modell des Tatorts zugestellt. Der Modellmörder hat wieder zugeschlagen. |           |                                     |                                       |                      |                                        |                    |                                                                                            |
| 149 | 8         | Ein Ende wie der Anfang             | Happenstance                          | 16. Nov. 2006        | 25. Okt. 2007                          | Jean de Segonzac   | Sarah Goldfinger                                                                           |
| Zwei eineiige Zwillinge sterben in derselben Nacht, doch offenbar wussten sie nichts voneinander. Grissom und Catherine wetten darum, ob die beiden Fälle miteinander zu tun haben. |           |                                     |                                       |                      |                                        |                    |                                                                                            |
| 150 | 9         | Lebende Legenden                    | Living Legend                         | 23. Nov. 2006        | 1. Nov. 2007                           | Martha Coolidge    | Handlung: Carol Mendelsohn & Douglas Petrie Schauspiel: Douglas Petrie                     |
| Im Lake Mead wird der Cadillac und scheinbar die Leiche eines vor 30 Jahren verschwundenen Mafiosos gefunden. Sein Geist scheint seine ehemaligen Angestellten zu ermorden, weil sie ihn damals ausgeraubt und angeschossen hatten. |           |                                     |                                       |                      |                                        |                    |                                                                                            |
| 151 | 10        | Dumm gelaufen                       | Loco Motives                          | 7. Dez. 2006         | 8. Nov. 2007                           | Kenneth Fink       | Evan Dunsky & Anthony E. Zuiker                                                            |
| Während der penible Modellmörder wieder zugeschlagen hat, wurde ein Mann vom Pech heimgesucht. Er erstach aus Versehen seine Frau und erschlug eine alte Dame. Beim Verhör erzählt er, dass er außerdem vor vielen Jahren aus Versehen seine Tochter überfahren hatte. Grissom muss derweil mitansehen, wie sich der mutmaßliche Modellmörder erschießt. Ernie Dell hatte Verbindungen zu allen drei Opfern.                                                                                            |           |                                     |                                       |                      |                                        |                    |                                                                                            |
| 152 | 11        | Leaving Las Vegas                   | Leaving Las Vegas                     | 4. Jan. 2007         | 15. Nov. 2007                          | Richard J. Lewis   | Handlung: Allen MacDonald & Carol Mendelsohn Schauspiel: Allen MacDonald                   |
| Trotz Catherines Aussage wird ein mutmaßlicher Mörder freigesprochen. Da sie von seiner Schuld überzeugt ist, überführt sie ihn mit Nicks Hilfe eines anderen Mordes. |           |                                     |                                       |                      |                                        |                    |                                                                                            |
| 153 | 12        | Jung, schön und tot                 | Sweet Jane                            | 18. Jan. 2007        | 29. Nov. 2007                          | Kenneth Fink       | Kenneth Fink & Naren Shankar                                                               |
| Mithilfe des neuen Teammitgliedes Michael Keppler überführt Catherine einen Serienmörder, der im Laufe von 30 Jahren vier Mädchen umbrachte. |           |                                     |                                       |                      |                                        |                    |                                                                                            |
| 154 | 13        | Drom                                | Redrum                                | 25. Jan. 2007        | 6. Dez. 2007                           | Martha Coolidge    | Handlung: Richard Catalani & David Rambo Schauspiel: Jacqueline Hoyt & Carol Mendelsohn    |
| Ein Politiker, der durch den Kampf gegen Drogen bekannt wurde, wird in der Wüste ermordet. Um den unauffindbaren Verdächtigen aufzuspüren, fingiert das Team einen Tatort und lässt die Presse glauben, der Mörder sei verhaftet. |           |                                     |                                       |                      |                                        |                    |                                                                                            |
| 155 | 14        | Fleischmarkt                        | Meet Market                           | 1. Feb. 2007         | 13. Dez. 2007                          | Paris Barclay      | Dustin Lee Abraham                                                                         |
| Um ein neues Leben anzufangen, täuscht ein Ex-Knacki seinen Tod vor. Bei der Autopsie stellt Doc Robbins fest, dass die Leiche bereits einmal im Grab lag. Dem Toten wurden Gewebe und Knochen entnommen, die an eine Gewebebank gingen. Doch dabei lief nicht alles sauber, sieben der Empfänger solches Gewebes sind tot. |           |                                     |                                       |                      |                                        |                    |                                                                                            |
| 156 | 15        | Korrekturen                         | Law of Gravity                        | 8. Feb. 2007         | 20. März 2008                          | Richard J. Lewis   | Handlung: Richard Catalani Schauspiel: Richard Catalani & Carol Mendelsohn                 |
| Nick und Keppler untersuchen einen Doppelmord an einem Polizisten und einer Prostituierten. Keppler verschweigt, dass er sowohl den Polizisten als auch den Finder der Leiche, Frank McCarty, kennt. Während Keppler sich immer tiefer in Lügen verstrickt, findet er heraus, dass er vor vielen Jahren einen Unschuldigen getötet hatte und Frank der Schuldige war. Er wird später von Frank McCarty erschossen, und tötet diesen ebenfalls, hinterlässt dem CSI aber Hinweise, um alles zu erklären. |           |                                     |                                       |                      |                                        |                    |                                                                                            |
| 157 | 16        | Rückkehr mit Vorwarnung             | Monster In the Box                    | 15. Feb. 2007        | 27. März 2008                          | Jeffrey Hunt       | Naren Shankar & Douglas Petrie                                                             |
| Grissom erhält ein Paket, in dem ein weiteres Modell ist. Obwohl der Mord noch nicht geschehen ist, kann er ihn nicht verhindern. Da nun offensichtlich ist, dass Ernie Dell damals nicht der Mörder war, ermittelt er weiter. |           |                                     |                                       |                      |                                        |                    |                                                                                            |
| 158 | 17        | Läuse zur Wahrheit                  | Fallen Idols                          | 22. Feb. 2007        | 3. Apr. 2008                           | Christopher Leitch | Marlene Meyer                                                                              |
| Ein Teenagerpärchen verschwindet. Während das Mädchen kurze Zeit später mit schweren Verletzungen von einem Autounfall ins Krankenhaus eingeliefert wird, ist der Junge tot. Am Ende sitzt ein Junge im Gefängnis, zwei Teenager und eine Lehrerin sind tot und ein Mädchen querschnittsgelähmt. |           |                                     |                                       |                      |                                        |                    |                                                                                            |
| 159 | 18        | Ihr letzter Tanz                    | Empty Eyes                            | 29. März 2007        | 10. Apr. 2008                          | Michael Slovis     | Allen MacDonald                                                                            |
| Sara hält die Hand eines Mädchens, das stirbt. Seine rätselhaften Worte verfolgen sie, während sie das Haus untersucht, in dem mehrere Revuegirls getötet wurden. |           |                                     |                                       |                      |                                        |                    |                                                                                            |
| 160 | 19        | Schweres Kaliber                    | Big Shots                             | 5. Apr. 2007         | 17. Apr. 2008                          | Jeff Woolnough     | Dustin Lee Abraham                                                                         |
| Zwei scheinbar zusammenhangslose Fälle werden zu einem. Das tote Mädchen wurde von der Limousine des zweiten Tatortes zu Tode geschleift. |           |                                     |                                       |                      |                                        |                    |                                                                                            |
| 161 | 20        | Laborratten                         | Lab Rats                              | 12. Apr. 2007        | 24. Apr. 2008                          | Brad Tenanbaum     | Handlung: Sarah Goldfinger & Naren Shanker Schauspiel: Sarah Goldfinger                    |
| Während das reguläre Team Fälle bearbeitet, versuchen die Labormitarbeiter unter Leitung von David Hodges eine Verbindung zwischen den Modellen herzustellen: Chlorbleiche. |           |                                     |                                       |                      |                                        |                    |                                                                                            |
| 162 | 21        | Happys Ende                         | Ending Happy                          | 26. Apr. 2007        | 8. Mai 2008                            | Kenneth Fink       | Evan Dunsky                                                                                |
| Ein ehemaliger Boxer, der in einem Bordell lebte, starb viele Tode: Er wurde vergiftet, erschossen, verprügelt. Alles nacheinander, doch letztendlich kippte er in einen Pool. |           |                                     |                                       |                      |                                        |                    |                                                                                            |
| 163 | 22        | Verschwörung der Reptilien          | Leapin’ Lizards                       | 3. Mai 2007          | 15. Mai 2008                           | Richard J. Lewis   | Handlung: Carol Mendelsohn & David Rambo Schauspiel: David Rambo                           |
| Ein in einem Mordfall Verdächtiger erschießt sich selber. Auf seinem Anwesen wird die gesuchte Leiche gefunden, doch deren Ehemann ist immer noch verschwunden. Er war, ebenso wie der Selbstmörder, Verschwörungstheoretiker. Doch er nutzte nur die Naivität der Menschen aus. |           |                                     |                                       |                      |                                        |                    |                                                                                            |
| 164 | 23        | Die Guten, die Bösen und die Domina | The Good, the Bad, and the Dominatrix | 10. Mai 2007         | 4. Sep. 2008                           | Alec Smight        | Jacqueline Hoyt                                                                            |
| Lady Heather wird in einem Wildwest-Freizeitpark fast ermordet, einer der Sheriffs wird erschossen. Grissom findet heraus, dass Lady Heather Geld, das sie von dem Eigentümer des Parks erhalten hat, auf ein Sparbuch für ihre Enkelin eingezahlt hat. Sie wollte sterben. |           |                                     |                                       |                      |                                        |                    |                                                                                            |
| 165 | 24        | Lebende Puppen – Teil 1             | Living Doll (1)                       | 17. Mai 2007         | 4. Sep. 2008                           | Kenneth Fink       | Sarah Goldfinger & Naren Shankar                                                           |
| Ein weiteres Dell Pflegekind wird tot aufgefunden, doch das war nicht der Modellmörder, sondern ein Unfall. Doch das Team rückt dem Mörder, der wie sich herausstellt eine Frau ist, immer näher. Dann jedoch wird Sara von ihr entführt und irgendwo in der Wüste unter einem Auto begraben. |           |                                     |                                       |                      |                                        |                    |                                                                                            |

## Staffel 8
Die Erstausstrahlung der achten Staffel war vom 27. September 2007 bis zum 15. Mai 2008 auf dem US-amerikanischen Sender CBS zu sehen. Die deutschsprachige Erstausstrahlung sendete der deutsche Free-TV-Sender RTL vom 11. September 2008 bis zum 9. April 2009.
| Nr. (ges.) | Nr. (St.) | Deutscher Titel                          | Originaltitel                       | Erstausstrahlung USA | Deutschsprachige Erstausstrahlung (DE) | Regie                       | Drehbuch                                                                                      |
| --- | --------- | ---------------------------------------- | ----------------------------------- | -------------------- | -------------------------------------- | --------------------------- | --------------------------------------------------------------------------------------------- |
| 166 | 1         | Tote Puppen – Teil 2                     | Dead Doll (2)                       | 27. Sep. 2007        | 11. Sep. 2008                          | Kenneth Fink                | Handlung: Naren Shankar Schauspiel: Allen MacDonald & Dustin Lee Abraham                      |
| Im zweiten Teil von 'Tote Puppen' ist das Team immer noch auf der Suche nach Sara. In Rückblicken wird gezeigt, wie Sara sich befreien konnte; aber letztlich überwältigt wurde. Die Inszenierung der Modellbauerin Nathalie geht auf. Nick findet schließlich den entscheidenden Hinweis auf einen Schrottplatz, bei dem Nathalie den Wagen gekauft hat unter dem Sara eingeklemmt wurde. Durch die Information des Verkäufers findet die Polizei dann am nächsten Tag die Stelle mit den zerdrückten Auto – nur ist Sara nicht mehr dort. Sie hat sich am Abend zuvor befreit und ist in die Wüste gelaufen. Dort wird sie, fast tot, von ihren Kollegen gefunden und mit einem Hitzschlag ins Krankenhaus gebracht. |           |                                          |                                     |                      |                                        |                             |                                                                                               |
| 167 | 2         | Stockfinster                             | A La Cart                           | 4. Okt. 2007         | 18. Sep. 2008                          | Richard J. Lewis            | Sarah Goldfinger & Richard Catalani                                                           |
| Die Beziehung zwischen Grissom und Sara wird von Ecklie untersucht. Am Highway wird ein abgetrennter Kopf gefunden, was die CSIs zu einer Kartbahn führt. Das letzte Rennen wurde offensichtlich auf der Straße gefahren. In einem Dunkelrestaurant wird jemand erstochen. |           |                                          |                                     |                      |                                        |                             |                                                                                               |
| 168 | 3         | Teufels Lieblinge                        | Go to Hell                          | 11. Okt. 2007        | 26. Sep. 2008                          | Jeffrey G. Hunt             | Douglas Petrie                                                                                |
| In einem Motelzimmer wurde ein Exorzismus gefilmt, der schiefgeht. |           |                                          |                                     |                      |                                        |                             |                                                                                               |
| 169 | 4         | Die Karpfen Horror Picture Show          | The Case of the Cross-Dressing Carp | 18. Okt. 2007        | 2. Okt. 2008                           | Alec Smight                 | David Rambo & Jacqueline Hoyt                                                                 |
| In einem See werden hohe Konzentrationen eines weiblichen Hormons gefunden, welches bei einem Jungen zu „Verweiblichung“ führt, der sich daraufhin umgebracht hat. |           |                                          |                                     |                      |                                        |                             |                                                                                               |
| 170 | 5         | Ronnie Lake im Filmstudio des Todes      | The Chick Chop Flick Shop           | 1. Nov. 2007         | 13. Okt. 2008                          | Richard J. Lewis            | Evan Dunsky                                                                                   |
| In einem Filmstudio wird ein totes Starlet gefunden, das in Splatterfilmen mitspielte. |           |                                          |                                     |                      |                                        |                             |                                                                                               |
| 171 | 6         | Mordlust                                 | Who & What                          | 8. Nov. 2007         | 13. Okt. 2008                          | Kenneth Fink & Danny Cannon | Handlung: Carol Mendelsohn & Naren Shankar Schauspiel: Richard Catalani & Danny Cannon        |
| – |           |                                          |                                     |                      |                                        |                             |                                                                                               |
| 172 | 7         | Zuviel Vergangenheit für die Zukunft     | Goodbye and Good Luck               | 15. Nov. 2007        | 23. Okt. 2008                          | Kenneth Fink                | Handlung: Sarah Goldfinger & Allen MacDonald Schauspiel: Sarah Goldfinger & Naren Shankar     |
| Auf dem Unigelände der WLVU hat eine Studentin scheinbar Selbstmord begangen. Sie war mit Marlon West befreundet – seine Schwester hatte damals einen Mord gestanden, den er begangen haben soll (Folge 135). Sara und Ronnie bearbeiten einen Fall von häuslicher Gewalt. Sara kann nur hilflos daneben stehen, sie verlässt am Ende das Team. |           |                                          |                                     |                      |                                        |                             |                                                                                               |
| 173 | 8         | CSI: Die Spieler auf der Spur            | You Kill Me                         | 22. Nov. 2007        | 30. Okt. 2008                          | Paris Barclay               | Handlung: Sarah Goldfinger & Naren Shankar Schauspiel: Sarah Goldfinger & Douglas Petrie      |
| Die Labormitarbeiter spielen ein Gedankenexperiment, in dem immer einer von ihnen stirbt und die anderen müssen die Umstände klären. Hodges will daraus ein Brettspiel entwickeln. |           |                                          |                                     |                      |                                        |                             |                                                                                               |
| 174 | 9         | Ungeziefer                               | Cockroaches                         | 6. Dez. 2007         | 6. Nov. 2008                           | William Friedkin            | Dustin Lee Abraham                                                                            |
| Der tote Sohn eines Mafiabosses wird in einem Müllwagen gefunden. Steckt Lou Gedda dahinter? Warrick ermittelt und gerät in große Schwierigkeiten, als er sich mit der Tänzerin Candy einlässt, die später tot in seinem Wagen gefunden wird. |           |                                          |                                     |                      |                                        |                             |                                                                                               |
| 175 | 10        | Noch mehr Ungeziefer                     | Lying Down with Dogs                | 13. Dez. 2007        | 13. Nov. 2008                          | Michael Slovis              | Christopher Barbour & Michael F.X. Daley                                                      |
| Eine tote Frau wird auf einem Müllplatz gefunden, ebenso einige Hundekadaver. Die Frau war an illegalen Hundekämpfen beteiligt. Doc Robbins hatte die Frau noch lebend gesehen, als er einen Gig auf einer Wohltätigkeitsveranstaltung hatte. Warrick muss sich unterdessen mit der verheerenden Nacht auseinandersetzen. |           |                                          |                                     |                      |                                        |                             |                                                                                               |
| 176 | 11        | Bullen kommen teuer                      | Bull                                | 10. Jan. 2008        | 27. Nov. 2008                          | Richard J. Lewis            | Handlung: Steven Felder & David Rambo Schauspiel: David Rambo                                 |
| Bei dem alljährlichen Rodeofestival wird ein Cowboy getötet. Ein junger Mann wartet vergeblich auf das Mädchen, das er heiraten will, obwohl er sie erst einen Tag kennt und sie scheinbar eine Prostituierte ist. |           |                                          |                                     |                      |                                        |                             |                                                                                               |
| 177 | 12        | Inferno, Fegefeuer … Paradies?           | Grissom’s Divine Comedy             | 3. Apr. 2008         | 5. März 2009                           | Richard J. Lewis            | Handlung: Jacqueline Hoyt & Carol Mendelsohn Schauspiel: Jacqueline Hoyt                      |
| Nicht nur Grissom ist erkältet. Der Kronzeuge in einem Prozess gegen eine Gang wird ermordet, alles deutet auf Bandenmitglieder hin, aber der Schwiegervater hat ebenfalls ein Motiv. |           |                                          |                                     |                      |                                        |                             |                                                                                               |
| 178 | 13        | Tausend Tage Leben                       | A Thousand Days on Earth            | 10. Apr. 2008        | 12. März 2009                          | Kenneth Fink                | Evan Dunsky                                                                                   |
| Auf einem Parkplatz wird die Leiche eines dreijährigen Mädchens in einem Karton gefunden. |           |                                          |                                     |                      |                                        |                             |                                                                                               |
| 179 | 14        | Bündnis mit dem Bösen                    | Drops Out                           | 24. Apr. 2008        | 19. März 2009                          | Jeffrey G. Hunt             | Handlung: Dustin Lee Abraham & Naren Shankar Schauspiel: Dustin Lee Abraham & Allen MacDonald |
| „Drops“ soll dem Team helfen, seine Freundin zu finden, da sie eine Verdächtige in einem Mordfall ist. Er kann aber entwischen und bringt sich und seine schwangere Freundin in Gefahr. Da er Hilfe braucht, stellt er sich schließlich. |           |                                          |                                     |                      |                                        |                             |                                                                                               |
| 180 | 15        | Vulkanier in Vegas                       | The Theory of Everything            | 1. Mai 2008          | 26. März 2009                          | Christopher Leitch          | Handlung: Carol Mendelsohn & David Rambo Schauspiel: Douglas Petrie & David Rambo             |
| Mehrere Leichen mit grünem Blut verwirren das Team, das versucht die kuriosen Umstände zu klären, die zum Tod eines Verdächtigen im Polizeirevier geführt haben. |           |                                          |                                     |                      |                                        |                             |                                                                                               |
| 181 | 16        | Wer ist der Star im Schlangennest?       | Two and a Half Deaths               | 8. Mai 2008          | 2. Apr. 2009                           | Alec Smight                 | Chuck Lorre & Lee Aronsohn                                                                    |
| Der weibliche Star einer Sitcom wird ermordet. Alle sind verdächtig, da sie eine Zicke war. |           |                                          |                                     |                      |                                        |                             |                                                                                               |
| 182 | 17        | Tot ist nur, wer vergessen wird – Teil 1 | For Gedda (1)                       | 15. Mai 2008         | 9. Apr. 2009                           | Kenneth Fink                | Handlung: Dustin Lee Abraham & Kenneth Fink Schauspiel: Dustin Lee Abraham & Richard Catalani |
| Während einer Beerdigung bricht ein Sarg und zwei Leichen fallen heraus. Wie sich herausstellt war die zweite Leiche ein privater Ermittler für Warrick Brown. Dieser sollte Gedda beobachten, welcher durch Warrick nicht festgenommen werden konnte. Warrick findet sich aber später neben der Leiche Geddas und die Tagschicht übernimmt die Ermittlungen. |           |                                          |                                     |                      |                                        |                             |                                                                                               |

## Staffel 9
Die Erstausstrahlung der neunten Staffel war vom 9. Oktober 2008 bis zum 14. Mai 2009 auf dem US-amerikanischen Sender CBS zu sehen. Die deutschsprachige Erstausstrahlung wurde vom 15. April 2009 bis zum 19. März 2010 auf dem Schweizer Sender 3+ sowie vom 8. Oktober 2009 bis zum 20. Mai 2010 auf dem österreichischen Sender ORF 1 gesendet.
| Nr. (ges.) | Nr. (St.) | Deutscher Titel                          | Originaltitel              | Erstausstrahlung USA | Deutschsprachige Erstausstrahlung (CH/AT) | Regie            | Drehbuch                                                                               |
| --- | --------- | ---------------------------------------- | -------------------------- | -------------------- | ----------------------------------------- | ---------------- | -------------------------------------------------------------------------------------- |
| 183 | 1         | Für Warrick – Teil 2                     | For Warrick (2)            | 9. Okt. 2008         | 15. Apr. 2009 (3+)                        | Richard J. Lewis | Handlung: Carol Mendelsohn Schauspiel: Allen MacDonald & Richard J. Lewis              |
| Grissom bekommt zufällig mit, dass Warrick in der Nähe angeschossen wird. Er kann ihn allerdings nicht mehr retten und so suchen sie seinen vermeintlichen Mörder Prichard, bis sie merken, dass die Spuren nur gelegt wurden, um Prichard zu verdächtigen. |           |                                          |                            |                      |                                           |                  |                                                                                        |
| 184 | 2         | Den Halt verloren                        | The Happy Place            | 16. Okt. 2008        | 22. Apr. 2009 (3+)                        | Nathan Hope      | Sarah Goldfinger                                                                       |
| Die Nachtschicht ist dramatisch unterbesetzt: Warrick – ermordet, Sara hat gekündigt und Brass sucht einen neuen Under Sheriff. -- 1. Fall: Catherine muss herausfinden, warum zwei Bank-Kassiererinnen in verschiedenen Banken an ein und denselben Kunden zu viel Geld ausgezahlt haben und was der Grund dafür ist, dass eine der beiden sich kurz darauf aus einem Hochhaus stürzt. Hat deren Hypnose-Therapie etwas mit den rätselhaften Ereignissen zu tun? -- 2. Fall: Grissom untersucht den Mord an einer spielsüchtigen zweifachen Mutter, die in einer Seitengasse erschlagen aufgefunden wurde. Ihr 18-jähriger Sohn sucht seine zweijährige Schwester, die mit der Mutter unterwegs war und jetzt unauffindbar ist. -- 3. Fall: Greg Sanders muss klären, warum der Ehemann eines seit Jahren im Koma liegenden Vergewaltigungsopfers eigenmächtig die Beatmung seiner Frau unterbrochen hat. Sara, die damals ermittelt hat, steht dem Ehemann bei. |           |                                          |                            |                      |                                           |                  |                                                                                        |
| 185 | 3         | Kunst imitiert Leben                     | Art Imitates Life          | 23. Okt. 2008        | 29. Apr. 2009 (3+)                        | Kenneth Fink     | Evan Dunsky                                                                            |
| In einem Park ermitteln Gil Grissom und sein Team den Tod mehrerer Personen, die immer eine Pose aus dem Leben zeigen. Als Ersatz für Warrick Brown ermittelt nun Riley Adams. |           |                                          |                            |                      |                                           |                  |                                                                                        |
| 186 | 4         | Blutfeinde                               | Let it Bleed               | 30. Okt. 2008        | 6. Mai 2009 (3+)                          | Brad Tanenbaum   | Corinne Marrinan                                                                       |
| Halloween in Las Vegas: Ein als Polizist verkleideter Mann überfällt vor den Augen von Stokes und Adams einen Getränkeladen. Nicht der erste Überfall in dieser Nacht. Bei der Verfolgungsjagd kommt der Täter ums Leben – und die Ermittler stolpern über eine weitere Leiche. Die Todesursache dieser Frau ist eine Überraschung. |           |                                          |                            |                      |                                           |                  |                                                                                        |
| 187 | 5         | Der kleine und der große Tod             | Leave Out All The Rest     | 6. Nov. 2008         | 13. Mai 2009 (3+)                         | Kenneth Fink     | Jacqueline Hoyt                                                                        |
| Grissom hat genug. Eine männliche Leiche mit neun Messerstichen wird gefunden, die Frau ist verschwunden. Die Beweise deuten auf Sadomaso und Lady Heather soll bei der Aufklärung helfen. Dieser Fall wird in Staffel 9 Folge 9 nochmal aufgegriffen. |           |                                          |                            |                      |                                           |                  |                                                                                        |
| 188 | 6         | Mein eigen Fleisch und Blut              | Say Uncle                  | 13. Nov. 2008        | 9. Sep. 2009 (3+)                         | Richard J. Lewis | Dustin Lee Abraham                                                                     |
| Im koreanischen Viertel werden bei einem Fest ein Mann und eine Frau erschossen. Niemand will etwas gesehen haben. Das Team findet die Schützen: ein neunjähriger Junge hat seine Mutter erschossen, die ihren Bruder erschossen hatte. |           |                                          |                            |                      |                                           |                  |                                                                                        |
| 189 | 7         | Bestrafung nach Modell                   | Woulda, Coulda, Shoulda    | 20. Nov. 2008        | 16. Sep. 2009 (3+)                        | Brad Tanenbaum   | Handlung: Naren Shankar & Allen MacDonald Schauspiel: Allen MacDonald                  |
| Eine Frau wird in ihrem Haus erschlagen, ihre kleine Tochter liegt im Krankenhaus. Verdächtigt wird der Vater, der einige Jahre zuvor einen Mord begangen hat, der ihm nie nachgewiesen werden konnte. Nick untersucht einen Fall von Briefkasten-Baseball und Grissom geht zur Anhörung von Natalie Davis – es soll entschieden werden, ob sie ins Gefängnis kommt oder in der Psychiatrie bleibt. |           |                                          |                            |                      |                                           |                  |                                                                                        |
| 190 | 8         | Der Mann ihrer Träume                    | Young Man with a Horn      | 4. Dez. 2008         | 23. Sep. 2009 (3+)                        | Jeffrey G. Hunt  | David Rambo                                                                            |
| Eine tot aufgefundene Teilnehmerin einer Casting-Show führt die Ermittler in die Geschichte von Las Vegas. Greg Sanders’ Recherchen zu seinem Buch über diese Geschichte erweisen sich einmal mehr als sehr hilfreich. |           |                                          |                            |                      |                                           |                  |                                                                                        |
| 191 | 9         | Rückkehr eines Killers? – Teil 1         | 19 Down (1)                | 11. Dez. 2008        | 30. Sep. 2009 (3+)                        | Kenneth Fink     | Carol Mendelsohn & Naren Shankar                                                       |
| Grissom verabschiedet sich von seinem Team, jeder geht damit anders um. Eine fast flüssige Leiche wird an einem Fluss gefunden. Die Spur führt zu Nate Haskell und Ray Langston unterstützt die CSIs bei den Ermittlungen. |           |                                          |                            |                      |                                           |                  |                                                                                        |
| 192 | 10        | Abschied eines Ermittlers – Teil 2       | One To Go (2)              | 15. Jan. 2009        | 8. Okt. 2009 (ORF 1)                      | Alec Smight      | Carol Mendelsohn & Naren Shankar                                                       |
| Nathan Haskell, der „Dick&Jane-Killer“, manipuliert aus dem Gefängnis den Studenten Tom Donover, der junge Frauen entführt und ermordet. Am Ende sieht man Grissom und Sara vereint im Dschungel. |           |                                          |                            |                      |                                           |                  |                                                                                        |
| 193 | 11        | Friedhofsschicht                         | The Grave Shift            | 22. Jan. 2009        | 22. Okt. 2009 (ORF 1)                     | Richard J. Lewis | Bradley Thompson & David Weddle                                                        |
| Der neue Ermittler, Dr. Raymond Langston, bekommt es bei seinem ersten Fall mit einem Einbruchdiebstahl zu tun – und muss feststellen, dass die Arbeit als CSI schwieriger ist, als er dachte. Und als ob das noch nicht reicht, darf er sich gleich darauf mit einer verbrannten Leiche befassen. |           |                                          |                            |                      |                                           |                  |                                                                                        |
| 194 | 12        | Unbewaffnet und gefährlich               | Disarmed and Dangerous     | 29. Jan. 2009        | 27. Okt. 2009 (3+)                        | Kenneth Fink     | Dustin Lee Abraham & Evan Dunsky                                                       |
| Drei Patienten einer Klinik für psychisch Kranke halten sich für FBI-Agenten im Kampf gegen das Verbrechen. |           |                                          |                            |                      |                                           |                  |                                                                                        |
| 195 | 13        | Frittiertes und Minze                    | Deep Fried and Minty Fresh | 12. Feb. 2009        | 3. Nov. 2009 (3+)                         | Alec Smight      | Corinne Marrinan & Sarah Goldfinger                                                    |
| Nick Stokes und Dr. Raymond Langston werden zu einem Toten in der Küche eines Fast-Food-Restaurants gerufen. Der Tatort gibt einige Rätsel auf. Catherine Willows und Greg Sanders kümmern sich derweil um das tödliche Ende eines Beziehungsstreits – jedenfalls sieht es zunächst danach aus. |           |                                          |                            |                      |                                           |                  |                                                                                        |
| 196 | 14        | Wenn zwei sich freuen, mordet der Dritte | Miscarriage of Justice     | 19. Feb. 2009        | 10. Nov. 2009 (3+)                        | Louis Milito     | Richard Catalani & Jacqueline Hoyt                                                     |
| Die Geliebte eines Abgeordneten wird erschossen aufgefunden. Dr. Langston muss zum ersten Mal das CSI im Zeugenstand vertreten. Während des Verfahrens begeht der Stabschef des Abgeordneten vor der Tür des Gerichtssaales Selbstmord. |           |                                          |                            |                      |                                           |                  |                                                                                        |
| 197 | 15        | Ich + Wir                                | Kill Me If You Can         | 26. Feb. 2009        | 11. März 2010 (ORF 1)                     | Nathan Hope      | Handlung: Bradley Thompson & David Weddle Schauspiel: Allen MacDonald                  |
| Dem CSI werden nahezu zeitgleich drei Leichenfunde gemeldet: Der Privatdetektiv Shawn Hagan wird tot in seinem Wagen entdeckt. Jena Mackin, die Frau des ehemaligen Fernsehstars Mickey Ross, wird erschossen in einem Motelzimmer aufgefunden und der Kunsthändler Carsten Pennington wird tot im Pool seiner Prachtvilla entdeckt. |           |                                          |                            |                      |                                           |                  |                                                                                        |
| 198 | 16        | Motel zum Mord                           | Turn, Turn, Turn           | 5. März 2009         | 12. März 2010 (3+)                        | Richard J. Lewis | Tom Mularz                                                                             |
| Mitten in Nicks Geburtstagsfeier platzt ein Anruf, der Nick vor Schreck erstarren lässt: Todesfall im Park Pines Motel. Genau dort lebt die sechzehnjährige Haley Jones, mit der Nick freundschaftlich verbunden ist. |           |                                          |                            |                      |                                           |                  |                                                                                        |
| 199 | 17        | Sackgasse                                | No Way Out                 | 12. März 2009        | 19. März 2010 (3+)                        | Alec Smight      | Fulvia Charles-Lindsay                                                                 |
| Bei einer Schießerei in einem Wohnviertel werden der Chef der Nachbarschaftswache und ein kleiner Junge erschossen. Das ganze CSI-Team ermittelt vor Ort. Während der Spurensicherung kommt es zu einer unangenehmen Überraschung. |           |                                          |                            |                      |                                           |                  |                                                                                        |
| 200 | 18        | Das Rätsel der ledernen Maske            | Mascara                    | 2. Apr. 2009         | 1. Apr. 2010 (ORF 1)                      | William Friedkin | Handlung: Naren Shankar & Dustin Lee Abraham Schauspiel: Dustin Lee Abraham            |
| Eine ehemalige Studentin und angehende Doktorandin von Dr. Langston wird auf einer verlassenen Baustelle tot aufgefunden. Nach und nach zeigt sich, dass sie unter Wrestling-Kämpfern recherchiert hat. Das hat wohl manchen nicht gefallen. |           |                                          |                            |                      |                                           |                  |                                                                                        |
| 201 | 19        | Tragödie der Wahrscheinlichkeit          | The Descent Of Man         | 9. Apr. 2009         | 8. Apr. 2010 (ORF 1)                      | Chris Leitch     | Evan Dunsky                                                                            |
| Ein Fallschirmspringer stürzt ab, weil sein Fallschirm versagt. Gleichzeitig werden zwei Geschäftsleute tot in einer Villa gefunden. Bei den Recherchen ergibt sich eine Verbindung zwischen den beiden Fällen. Dr. Langston beschäftigt sich zeitgleich mit einem Toten, der in der Wüste meditiert haben muss. |           |                                          |                            |                      |                                           |                  |                                                                                        |
| 202 | 20        | Odyssee im Albtraum                      | A Space Oddity             | 16. Apr. 2009        | 15. Apr. 2010 (ORF 1)                     | Michael Nankin   | Handlung: Naren Shankar Schauspiel: Bradley Thompson & David Weddle                    |
| Ein Toter auf einer Science-Fiction-Messe ruft das CSI auf den Plan. Die Leiche wird von Wendy und Hodges gefunden, die sich beide privat auf der Messe aufhalten und auch sonst viele Gemeinsamkeiten entdecken. |           |                                          |                            |                      |                                           |                  |                                                                                        |
| 203 | 21        | Mordermittlung 2.0                       | If I Had A Hammer…         | 23. Apr. 2009        | 22. Apr. 2010 (ORF 1)                     | Brad Tanenbaum   | Handlung: Daniel Steck Schauspiel: Allen MacDonald & Corinne Marrinan                  |
| Das CSI soll herausfinden, ob ein Urteil berechtigt war. So gibt es keine Tatwaffe und der einzige Beweis ist ein Stein, mit dem ein Fenster eingeschlagen wurde. Der Verdächtige behauptet allerdings, er wollte nur in das Haus einbrechen. |           |                                          |                            |                      |                                           |                  |                                                                                        |
| 204 | 22        | Pathologen-Blues                         | The Gone Dead Train        | 30. Apr. 2009        | 29. Apr. 2010 (ORF 1)                     | Alec Smight      | Jacqueline Hoyt                                                                        |
| Mehrere Leichen ohne Todesursache und seltsame Berichte über deren letztes Verhalten zu Lebzeiten involvieren Doc Robbins stärker in die Ermittlungen, da die Ursache im medizinischen Bereich vermutet wird. Catherine wird von einem Opfer gebissen, bevor dies verstirbt, was Langston auf die richtige Spur bringt. |           |                                          |                            |                      |                                           |                  |                                                                                        |
| 205 | 23        | Bräute, Blut und Banden                  | Hog Heaven                 | 7. Mai 2009          | 6. Mai 2010 (ORF 1)                       | Richard J. Lewis | David Rambo                                                                            |
| In einer Bikerkneipe entartet eine Prügelei. Ein Opfer mit mehreren Messerstichen liegt mitten auf dem Kneipenboden. Niemand hat etwas gesehen und die Mordwaffe ist verschwunden, obwohl ein Streifenwagen nur eine Minute nach dem Notruf zur Stelle ist. Das gesamte Team ermittelt und findet Erstaunliches heraus. |           |                                          |                            |                      |                                           |                  |                                                                                        |
| 206 | 24        | Katzengold                               | All In                     | 14. Mai 2009         | 20. Mai 2010 (ORF 1)                      | Alec Smight      | Handlung: Phillip Schenkler & Naren Shankar Schauspiel: Richard Catalini & Evan Dunsky |
| Zwei Glückspilze finden alte Hux-Club-Chips und wollen sie verkaufen, was allerdings schiefgeht. Im Laufe des Falles tauchen immer mehr Leichen auf. Zuletzt muss Dr. Langston zum ersten Mal einen Menschen erschießen. |           |                                          |                            |                      |                                           |                  |                                                                                        |

## Staffel 10
Die Erstausstrahlung der zehnten Staffel war vom 24. September 2009 bis zum 20. Mai 2010 auf dem US-amerikanischen Sender CBS zu sehen. Die deutschsprachige Erstausstrahlung war vom 16. September bis zum 23. September 2010 sowie ab dem 4. November 2010 bzw. ab 10. März 2011 auf dem deutschen Free-TV-Sender RTL zu sehen. Vom 24. September bis zum 22. Oktober 2010 zeigte der Schweizer Free-TV-Sender 3+ die Folgen in Erstausstrahlung. Die 7. Folge wurde dabei vorerst ausgelassen, weil es sich dabei um eine Crossover-Episode mit CSI: Miami und CSI: NY handelt. Diese wurde bei RTL zusammen mit den anderen CSI-Crossover-Episoden am 23. November 2010 in „Spielfilmlänge“ gezeigt. Jedoch wurde die 7. Folge in Österreich auf dem Sender ORF 1 erstausgestrahlt.
| Nr. (ges.) | Nr. (St.) | Deutscher Titel                      | Originaltitel         | Erstausstrahlung USA | Deutschsprachige Erstausstrahlung (D/CH/A) | Regie             | Drehbuch                                                                             |
| --- | --------- | ------------------------------------ | --------------------- | -------------------- | ------------------------------------------ | ----------------- | ------------------------------------------------------------------------------------ |
| 207 | 1         | Meine Leiche, deine Leiche           | Family Affair         | 24. Sep. 2009        | 16. Sep. 2010                              | Kenneth Fink      | Handlung: Naren Shankar Schauspiel: Bradley Thompson & David Weddle                  |
| Eine berühmte junge Schauspielerin stirbt in ihrem Autowrack und man vermutet, dass es die Tat eines Stalkers war. Das CSI-Team findet aber heraus, dass es noch mehr in dieser tragischen Geschichte gibt, als man auf den ersten Blick sehen kann.                             |           |                                      |                       |                      |                                            |                   |                                                                                      |
| 208 | 2         | Sehnsüchte in Sodom                  | Ghost Town            | 1. Okt. 2009         | 23. Sep. 2010                              | Alec Smight       | Handlung: Dustin Lee Abraham & Carol Mendelsohn Schauspiel: Dustin Lee Abraham       |
| Bei der Obduktion eines Mannes finden Dr. Robbins und Langston seine Gedärme zu einer Schleife gebunden vor. Die Leiche war das erste Versuchsobjekt von Dr. Jekyll. Gleichzeitig wird die Leiche eines Pornoproduzenten gefunden und kurze Zeit später die eines Drogendealers. |           |                                      |                       |                      |                                            |                   |                                                                                      |
| 209 | 3         | Fast wie du und ich                  | Working Stiffs        | 8. Okt. 2009         | 24. Sep. 2010 (3+)                         | Naren Shankar     | Naren Shankar                                                                        |
| Im Wald wird die Leiche eines Computerfreaks und Hackers gefunden. |           |                                      |                       |                      |                                            |                   |                                                                                      |
| 210 | 4         | Coups de Grâce?                      | Coup de Grace         | 15. Okt. 2009        | 1. Okt. 2010 (3+)                          | Paris Barclay     | Handlung: David Rambo & Richard Catalani Schauspiel: David Rambo                     |
| Ein Polizist wird von einem anderen Polizisten im Einsatz erschossen. Die Leiche eines Jungen wird in der Nähe gefunden. |           |                                      |                       |                      |                                            |                   |                                                                                      |
| 211 | 5         | Sport & Mord                         | Bloodsport            | 29. Okt. 2009        | 8. Okt. 2010 (3+)                          | Jeffrey G. Hunt   | Allen MacDonald                                                                      |
| Ein Footballtrainer bricht tot vor seinem Haus zusammen. Während das CSI ermittelt, wird ein Auto mit einer Frauenleiche aus einem See geborgen. |           |                                      |                       |                      |                                            |                   |                                                                                      |
| 212 | 6         | Der Tod und das Mädchen              | Death & The Maiden    | 5. Nov. 2009         | 15. Okt. 2010 (3+)                         | Brad Tanenbaum    | Jacqueline Hoyt                                                                      |
| Ein Junge wird brutal überfallen, verschwindet danach jedoch. In einem ausgebrannten Laden liegt ein toter Mann. |           |                                      |                       |                      |                                            |                   |                                                                                      |
| 213 | 7         | Reise an das Ende der Moral – Teil 3 | The Lost Girls (3)    | 12. Nov. 2009        | 18. Nov. 2010 (ORF 1)                      | Alec Smight       | David Weddle & Bradley Thompson                                                      |
| Eine tote Wetteransagerin führt auf die Spur eines Mädchenschmuggelrings. |           |                                      |                       |                      |                                            |                   |                                                                                      |
| 214 | 8         | Kopfball                             | Lover’s Lane          | 19. Nov. 2009        | 22. Okt. 2010 (3+)                         | Andrew Bernstein  | Dustin Lee Abraham                                                                   |
| In einer Bowlingbahn wird der Kopf eines Mitarbeiters gefunden. |           |                                      |                       |                      |                                            |                   |                                                                                      |
| 215 | 9         | Mit besten Grüßen, Dr. Jekyll        | Appendicitement       | 10. Dez. 2009        | 4. Nov. 2010                               | Kenneth Fink      | Evan Dunsky                                                                          |
| Im Haus eines alten, schwer kranken Mannes wird seine Freundin ermordet. Dr. Jekyll hat wieder zugeschlagen. Derweilen stranden Nick, Greg, Hodges und Henry in einem Restaurant in der Wüste, wo sie mehrere Leichen vorfinden.                                                 |           |                                      |                       |                      |                                            |                   |                                                                                      |
| 216 | 10        | Romeo will sterben                   | Better Off Dead       | 17. Dez. 2009        | 11. Nov. 2010                              | Jeffrey G. Hunt   | Handlung: Richard Catalani & Tom Mularz Schauspiel: Corinne Marrinan & Tom Mularz    |
| Bei der Schießerei in einem Waffengeschäft sterben zwei Menschen. Das CSI stellt eine Verbindung zu einer Frauenleiche in der Nähe her. |           |                                      |                       |                      |                                            |                   |                                                                                      |
| 217 | 11        | Schön ist die Sünde nur bis zum Tod  | Sin City Blues        | 14. Jan. 2010        | 25. Nov. 2010                              | Louis Shaw Milito | Handlung: Daniel Steck Schauspiel: David Rambo & Jacqueline Hoyt                     |
| Eine junge Frau liegt tot in einem Hotel. |           |                                      |                       |                      |                                            |                   |                                                                                      |
| 218 | 12        | Das Ende der Legende                 | Long Ball             | 21. Jan. 2010        | 2. Dez. 2010                               | Alec Smight       | Christopher Barbour                                                                  |
| Auf dem Golfplatz sitzt ein ehemaliger Profigolfspieler tot in seinem Golfmobil. |           |                                      |                       |                      |                                            |                   |                                                                                      |
| 219 | 13        | Explosionsmotoren                    | Internal Combustion   | 4. Feb. 2010         | 9. Dez. 2010                               | Brad Tanenbaum    | Jennifer N. Levin                                                                    |
| Ein scheinbar kerngesunder Schüler bricht plötzlich tot zusammen, seine Freundin ist verschwunden. |           |                                      |                       |                      |                                            |                   |                                                                                      |
| 220 | 14        | Über den Rubikon                     | Unshockable           | 4. März 2010         | 16. Dez. 2010                              | Kenneth Fink      | Michael Frost Beckner                                                                |
| Der Bassist einer Band bekommt einen Hochspannungsstromschlag und muss ins Krankenhaus. In einem See wird die Wasserleiche eines CIA-Agenten gefunden. |           |                                      |                       |                      |                                            |                   |                                                                                      |
| 221 | 15        | Nimmerland                           | Neverland             | 11. März 2010        | 10. März 2011                              | Alec Smight       | Tom Mularz                                                                           |
| Auf einem Feld wird die Leiche eines 14-jährigen Jungen entdeckt. |           |                                      |                       |                      |                                            |                   |                                                                                      |
| 222 | 16        | Duftende Höschen                     | The Panty Sniffer     | 1. Apr. 2010         | 17. März 2011                              | Louis Shaw Milito | Handlung: Richard Catalani & Jacqueline Hoyt Schauspiel: Jacqueline Hoyt             |
| Das CSI überwacht ein paar Drogendealer in ihrem Hotelzimmer, während an der Laderampe eine Frauenleiche gefunden wird. |           |                                      |                       |                      |                                            |                   |                                                                                      |
| 223 | 17        | Der Wahnsinn des Dr. Jekyll          | Irradiator            | 8. Apr. 2010         | 24. März 2011                              | Michael Nankin    | Bradley Thompson & David Weddle                                                      |
| Zwei Menschen werden samt ihrem Hund erschossen. Der Täter wurde von Dr. Jekyll operiert. |           |                                      |                       |                      |                                            |                   |                                                                                      |
| 224 | 18        | CSI: Die nächste Generation          | Field Mice            | 15. Apr. 2010        | 31. März 2011                              | Brad Tanenbaum    | Handlung: Wallace Langham & Liz Vassey Schauspiel: Naren Shankar & Jennifer N. Levin |
| Die Labormitarbeiter rollen einen alten Fall wieder auf, während einige Polizisten mit einer Vergiftung im Krankenhaus liegen. |           |                                      |                       |                      |                                            |                   |                                                                                      |
| 225 | 19        | Weltbilder                           | World’s End           | 22. Apr. 2010        | 7. Apr. 2011                               | Alec Smight       | Evan Dunsky                                                                          |
| Das CSI untersucht einen Mord in einer Schule und trifft dabei auf eine Verbindung zwischen dem Mord und Ereignissen aus der Vergangenheit. |           |                                      |                       |                      |                                            |                   |                                                                                      |
| 226 | 20        | Schluss mit lustig!                  | Take My Life, Please! | 29. Apr. 2010        | 14. Apr. 2011                              | Martha Coolidge   | David Rambo & Dustin Lee Abraham                                                     |
| Ein legendärer Bühnenkomiker wird hinter den Kulissen tot aufgefunden. Und einer der meistgesuchten Verbrecher der USA endet als von über hundert Kugeln durchsiebter Leichnam.                                                                                                  |           |                                      |                       |                      |                                            |                   |                                                                                      |
| 227 | 21        | Schutz- und Racheengel               | Lost & Found          | 6. Mai 2010          | 21. Apr. 2011                              | Frank Waldeck     | Corinne Marrinan & Elizabeth Devine                                                  |
| Wegen eines Autounfalls kommt Licht in einen alten Fall, bei dem zwei Kinder mitsamt ihrem Vater verschwunden waren. |           |                                      |                       |                      |                                            |                   |                                                                                      |
| 228 | 22        | Dr. Langston unter Feinden – Teil 1  | Doctor Who (1)        | 13. Mai 2010         | 28. Apr. 2011                              | Jeffrey Hunt      | Tom Mularz                                                                           |
| Eine Journalistin wurde erwürgt. Zuvor war Ray von ihr angeklagt worden, an den Dr.-Jekyll-Serienmorden und einer weiteren Mordserie beteiligt gewesen zu sein. |           |                                      |                       |                      |                                            |                   |                                                                                      |
| 229 | 23        | Dr. Jekyll unter Freunden – Teil 2   | Meat Jekyll (2)       | 20. Mai 2010         | 5. Mai 2011                                | Alec Smight       | Handlung: Naren Shankar Schauspiel: Evan Dunsky                                      |
| Dr. Langston erfährt von einem im Gefängnis sitzenden Serienmörder, wer hinter Dr. Jekyll steckt und gerät dabei selber in große Gefahr. |           |                                      |                       |                      |                                            |                   |                                                                                      |

## Staffel 11
Die Erstausstrahlung der elften Staffel war vom 23. September 2010 bis zum 12. Mai 2011 auf dem US-amerikanischen Sender CBS zu sehen. Die deutschsprachige Erstausstrahlung wurde vom 1. September 2011 bis zum 26. April 2012 auf dem Free-TV-Sender RTL gesendet.
| Nr. (ges.) | Nr. (St.) | Deutscher Titel                   | Originaltitel               | Erstausstrahlung USA | Deutschsprachige Erstausstrahlung (D) | Regie             | Drehbuch                                                                     |
| --- | --------- | --------------------------------- | --------------------------- | -------------------- | ------------------------------------- | ----------------- | ---------------------------------------------------------------------------- |
| 230 | 1         | Bombenalarm in Las Vegas – Teil 3 | Shock Waves (3)             | 23. Sep. 2010        | 1. Sep. 2011                          | Alec Smight       | David Weddle & Bradley Thompson                                              |
| Ray überlebt die Attacke auf sein Leben. Er verliert eine Niere, kann sich aber schnell erholen. Bei der Beerdigung eines Polizisten explodieren mehrere Bomben auf dem Friedhof. Die Ermittlungen führen zu der Erkenntnis, dass jemand Cops umbringen möchte. |           |                                   |                             |                      |                                       |                   |                                                                              |
| 231 | 2         | Solange es Haie gibt              | Pool Shark                  | 30. Sep. 2010        | 8. Sep. 2011                          | Michael Nankin    | Dustin Lee Abraham                                                           |
| Ein Hai fällt in einem Pool, in dem ein Riesenaquarium mit Haien ist, eine Frau an. Die jedoch war schon vorher an einer Überdosis Heroin gestorben, das ihr verabreicht wurde, um sie zu bestehlen. Der die Haie behandelnde Tierarzt stirbt im Laufe der Ermittlungen. |           |                                   |                             |                      |                                       |                   |                                                                              |
| 232 | 3         | Bis(s) zum Mord                   | Blood Moon                  | 7. Okt. 2010         | 15. Sep. 2011                         | Brad Tanenbaum    | Treena Hancock & Melissa R. Byer                                             |
| Das Team findet einen enthaupteten Mann auf einer Weide an einen Zaun gefesselt. Sein Kopf wurde neben ihm aufgespießt. Der Tote war Mitglied eines Vampir-Clans, welcher aufgrund einer Convention in Vegas war. Dort wollte er auch seine Freundin heiraten. Auf der Convention im Vorjahr war er jedoch noch in einem Werwolf-Rudel. Wegen des Verrats wurde er unter Mithilfe vieler von seiner Verlobten getötet. |           |                                   |                             |                      |                                       |                   |                                                                              |
| 233 | 4         | Wer ist Sqweegel?                 | Sqweegel                    | 14. Okt. 2010        | 22. Sep. 2011                         | Jeffrey Hunt      | Handlung: Anthony E. Zuiker Schauspiel: Carol Mendelsohn & Anthony E. Zuiker |
| Mehrere angesehene Bürger der Stadt werden angegriffen oder getötet. Der Unbekannte trägt dabei jeweils einen schwarzen Latexanzug und benutzt für die Angriffe ein Rasiermesser. Das Team findet heraus, dass er seine Opfer oft monatelang beschattete und ausspionierte und die Opfer jeweils ein Geheimnis hatten, welches ihr Ansehen zerstört hätte. Das CSI kann herausfinden, dass er seine Opfer zuerst angreift und ihnen dann die Wahl stellt, ihr Geheimnis öffentlich zu machen. Geschieht dies nicht, greift er sie erneut an und tötet sie. Ein Kind, das den Mord an seiner Mutter ansehen muss, gibt dem Killer den Spitznamen „Sqweegel“. |           |                                   |                             |                      |                                       |                   |                                                                              |
| 234 | 5         | Vom Suchen und Finden der Leichen | House of Hoarders           | 21. Okt. 2010        | 29. Sep. 2011                         | Alec Smight       | Christopher Barbour                                                          |
| Polizisten finden in einem Messi-Haus eine Leiche. Bei den Untersuchungen finden die Ermittler weitere Leichen in und um das Haus und die Tochter der Hauseignerin, die gefesselt an ein Bett gefangen gehalten wurde. Es kommt heraus, dass die Tochter die Täterin war, ihre Opfer vergiftete und die Krankheit ihrer Mutter ausnutzte, um die Leichen zu verstecken. Die Mutter versuchte durch die Fesseln ihre Tochter an weiteren Morden zu hindern. |           |                                   |                             |                      |                                       |                   |                                                                              |
| 235 | 6         | Opfer der Vergangenheit           | Cold Blooded                | 28. Okt. 2010        | 6. Okt. 2011                          | Louis Shaw Milito | Tom Mularz                                                                   |
| Ein toter junger Mann wird gefunden. An seinem Körper finden sich Bissspuren eines Dinosauriers. Die Ermittler finden heraus, dass er mit zwei Freunden nachts in eine „Dino-Show“ eingebrochen ist, um sich mit den Dinosauriern fotografieren zu lassen. Dabei wurde er von seiner Verlobten auf die Zähne des Dinos geworfen. In einem zweiten Fall schaffen es die Ermittler nach fünf Jahren die Leichen zweier verschwundener Mädchen zu finden. |           |                                   |                             |                      |                                       |                   |                                                                              |
| 236 | 7         | Venusmuscheln à la Card           | Bump and Grind              | 4. Nov. 2010         | 13. Okt. 2011                         | Michael Nankin    | Don McGill                                                                   |
| Auf dem Weg zu einer Müllhalde wird in einem LKW eine zerstückelte Männerleiche gefunden. Das Team versucht die Identität des Toten zu klären, doch das ist gar nicht so einfach. Letztendlich führt die Spur zu einem Unternehmen, was verspricht die Identitäten seiner Kunden im Internet zu schützen. Stattdessen hat es jedoch Informationen weiterverkauft. Auch der Chef ist nicht der, dessen Namen er trägt. |           |                                   |                             |                      |                                       |                   |                                                                              |
| 237 | 8         | Pesthauch des Todes               | Fracked                     | 11. Nov. 2010        | 20. Okt. 2011                         | Martha Coolidge   | David Weddle & Bradley Thompson                                              |
| Die Bewohner eines Ortes sind allesamt schwer krank und viele starben an Vergiftungen. Daraufhin ermittelten einige zusammen mit einer Journalistin nach der Ursache. Dabei kamen sie einer skrupellosen Erdgasfirma in die Quere und wurden nacheinander getötet. |           |                                   |                             |                      |                                       |                   |                                                                              |
| 238 | 9         | Friedhof der kuschelnden Tiere    | Wild Life                   | 18. Nov. 2010        | 27. Okt. 2011                         | Charles Haid      | Treena Hancock & Melissa R. Byer                                             |
| Das CSI-Team befasst sich mit zwei Fällen. Der eine ist das Rätsel um den Balkonsturz eines Hotelgastes und seine Verbindung zu den nebenan wohnenden Frauen, die sich scheinbar an nichts mehr erinnern können. Der andere Fall befasst sich mit dem Doppelmord an einem Paar, bei dem sich als Zeugen nur zwei Haustiere finden lassen, die letztendlich der Schlüssel zur Lösung sind. |           |                                   |                             |                      |                                       |                   |                                                                              |
| 239 | 10        | Stadt der verlorenen Kinder       | 418/427                     | 9. Dez. 2010         | 3. Nov. 2011                          | Frank Waldeck     | Michael Frost Beckner                                                        |
| Die Frau des FBI-Agenten Moore wird erschossen und seine Tochter entführt. Moore gibt als Verdächtigen einen Pädophilen an, den er jahrelang gejagt hatte. Nachdem dieser jedoch erschossen worden ist, stellt sich heraus, dass Moores Sohn schizophren ist und sich selbst für den Pädophilen hält. Außerdem wird klar, dass Moore seine Frau selbst erschossen hat. |           |                                   |                             |                      |                                       |                   |                                                                              |
| 240 | 11        | Verschwendeter Mut                | Man Up                      | 6. Jan. 2011         | 10. Nov. 2011                         | Alec Smight       | Michael F.X. Daley                                                           |
| Durch das Foto einer ermordeten Prostituierten auf einer Internetseite kommen Nick und Greg einem Touristentrio auf die Spur, das eine Mutprobenliste angefertigt hatte. Auf dieser stand als letzter Punkt „eine Nutte töten“. Derweil findet Hodges in seinem neuen Motorrad die Spitze eines Daumens und das Blut eines bei einem Verkehrsunfall tödlich Verunglückten. |           |                                   |                             |                      |                                       |                   |                                                                              |
| 241 | 12        | Nächte der Burlesque              | A Kiss Before Frying        | 20. Jan. 2011        | 24. Nov. 2011                         | Brad Tanenbaum    | Evan Dunsky                                                                  |
| Drei Männer wurden auf einem elektrischen Stuhl getötet. Unterdessen lernt Greg eine Frau kennen, die eine andere ist als sie zu sein vorgibt. |           |                                   |                             |                      |                                       |                   |                                                                              |
| 242 | 13        | Die zwei Mrs. Grissoms            | The Two Mrs. Grissoms       | 3. Feb. 2011         | 1. Dez. 2011                          | Steven Felder     | Handlung: Christopher Barbour Schauspiel: Treena Hancock & Melissa R. Byer   |
| Während Sara auf dem Gelände eines Gehörlosen-Colleges ist, explodiert dort ein Auto. Darin saß der Leiter des Colleges, Vergeber eines 1/2 Million Dollar Stipendiums. |           |                                   |                             |                      |                                       |                   |                                                                              |
| 243 | 14        | Asche ins Haupt                   | All That Cremains           | 10. Feb. 2011        | 8. Dez. 2011                          | Jeffrey Hunt      | Dustin Lee Abraham                                                           |
| Die zerstückelte Leiche eines Mannes wird an ein Second-Hand-Geschäft geliefert. Im Rachen des Mannes findet man die Asche seiner Frau, die zwei Jahre zuvor gestorben war. Zunächst verdächtigt man die Ex-Freundin des Mannes. In Wirklichkeit hat ihn jedoch seine Tochter nach einem Streit getötet und ihm die Asche zugeführt, weil ihre Eltern ihrer Meinung nach zusammen gehörten, da beide sie nie geliebt haben. |           |                                   |                             |                      |                                       |                   |                                                                              |
| 244 | 15        | Der Verlust von Leben und Moral   | Targets of Obsession        | 17. Feb. 2011        | 8. März 2012                          | Alec Smight       | David Weddle & Bradley Thompson                                              |
| Während Dr. Langston im Prozess von Nate Haskell, dem „Dick & Jane“-Killer, aussagen muss, kommt Nick erneut in Kontakt mit einigen Bombenlegern. Unter ihnen befindet sich auch ein Jugendlicher, der den Tod seines Bruders rächen möchte und deshalb Nick, Catherine und zwei weitere Polizisten in Lebensgefahr bringt. |           |                                   |                             |                      |                                       |                   |                                                                              |
| 245 | 16        | Das Cabinet des Dr. Aden          | Turn On, Tune In, Drop Dead | 24. Feb. 2011        | 15. März 2012                         | Paul McCrane      | Tom Mularz                                                                   |
| Obwohl bei zwei jungen Männern der Tod festgestellt wurde, sind sie wiederaufgestanden und verschwunden. Beide hatten einen Drogencocktail eingenommen, der den Körper lähmte und den Puls schwächte. Ähnliche Nahtodexperimente hatte vor einigen Jahrzehnten Dr. Aden gemacht und auch jetzt wurden seine Notizen benutzt. |           |                                   |                             |                      |                                       |                   |                                                                              |
| 246 | 17        | Verdecktes Spiel                  | The List                    | 10. März 2011        | 22. März 2012                         | Louis Milito      | Richard Catalani                                                             |
| Ein im Gefängnis sitzender Ex-Polizist wird ermordet. Im Laufe der Ermittlungen stellt sich heraus, dass er unschuldig war, denn seine angeblich von ihm ermordete Ehefrau ist nicht tot. Sie hatte mehrere Affären, wollte mit einer von ihnen untertauchen und ließ ihren Mann töten, um nicht aufzufliegen. |           |                                   |                             |                      |                                       |                   |                                                                              |
| 247 | 18        | Leichen-Quartett                  | Hitting for the Cycle       | 31. März 2011        | 29. März 2012                         | Alec Smight       | Daniel Steck & Richard Catalani                                              |
| Ein Selbstmord, ein Mord, ein Unfall und ein natürlicher Tod – das nennt man beim C.S.I. ein Quartett, wenn alle diese Fälle in einer Schicht vorkommen. In dieser Nacht fehlt nur noch ein natürlicher Tod und da man in Las Vegas ist, wird auch noch gewettet. Mehrere skurrile Fälle könnten der „Glücksfall“ sein und dann kommt doch alles ganz anders. |           |                                   |                             |                      |                                       |                   |                                                                              |
| 248 | 19        | Katzenjammer                      | Unleashed                   | 7. Apr. 2011         | 5. Apr. 2012                          | Brad Tanenbaum    | Ed Whitmore & Anthony E. Zuiker                                              |
| Eine Frau in einem Catsuit wird in der Wildnis von einem Puma getötet. Sie war Leiterin eines Frauenhauses und war selbst in Therapie, um ihre eigenen Bedürfnisse kennenzulernen und zu befriedigen. Dadurch wandte sie sich zunehmend von ihrer Arbeitskollegin ab, die schließlich mit Gewalt versuchte, sie zurückzuholen, dabei jedoch verletzt im Nirgendwo zurückließ. |           |                                   |                             |                      |                                       |                   |                                                                              |
| 249 | 20        | Nate – Teil 1                     | Father Of The Bride (1)     | 28. Apr. 2011        | 12. Apr. 2012                         | Frank Waldeck     | Evan Dunsky                                                                  |
| In einer Scheune außerhalb der Stadt werden Leichenteile gefunden. Gleichzeitig taucht auf dem Revier ein Vater auf, der behauptet seine Tochter werde von Nate Haskell gefangen gehalten. Das Team findet schnell Zusammenhänge zwischen den Leichen aus der Scheune und Nate Haskell. Scheinbar hat Nate Haskell sowohl die Entführung als auch sein Auftauchen in Las Vegas von langer Hand inszeniert und ist an der Westküste der USA untergetaucht. Zuvor ließ er möglicherweise sein Aussehen chirurgisch verändern. |           |                                   |                             |                      |                                       |                   |                                                                              |
| 250 | 21        | Gloria – Teil 2                   | Cello And Goodbye (2)       | 5. Mai 2011          | 19. Apr. 2012                         | Alec Smight       | Christopher Barbour & Don McGill                                             |
| In Los Angeles lockt Nate Haskell Gloria, Dr. Langstons Exfrau, und ihren Mann in eine Falle und tötet letzteren. Die Leiche wird gefunden und das CSI aus Las Vegas wird hinzugerufen. Langston und Willows fliegen nach L.A., um Gloria zu finden. Langston setzt sich von den Ermittlungen ab und versucht Haskell auf eigene Faust zu finden. Er wird jedoch von seinen Kollegen aufgespürt und kehrt wieder nach Las Vegas zurück. Dort findet er neue Informationen über Haskell und kann ihn und Gloria auf der alten Familienfarm von Haskell finden. |           |                                   |                             |                      |                                       |                   |                                                                              |
| 251 | 22        | Ray – Teil 3                      | In A Dark, Dark House (3)   | 12. Mai 2011         | 26. Apr. 2012                         | Jeff Hunt         | Tom Mularz                                                                   |
| Langston überwältigt Haskell und verwickelt ihn in einen Kampf. Er legt Haskell Plastikhandschellen an und verprügelt ihn. Anschließend schneidet er die Fesseln auf. Die Polizei unter Leitung von Jim Brass stürmt das Haus. Sie finden Haskells Leiche am Fuße der Treppe zum Obergeschoss. Oben liegt die Leiche von Haskells Vater, den Haskell zuvor getötet hatte. Bei den Ermittlungen stellt sich heraus, dass der Vater die Mutter Haskells misshandelte und tötete als Haskell 8 Jahre alt war. Die Leiche vergrub er im Garten. Der junge Haskell tötete zunächst Tiere und später einen Vertreter, dessen Identität er annahm. Unterdessen ermittelt die Dienstaufsicht gegen Langston. Es ist für das Team nicht klar, ob Langston in Notwehr handelte oder nicht, weil an Haskells Armen Male von den Plastikfesseln zu sehen sind. Da Brass die jedoch vom Tatort entfernt hatte, taucht die Fesselung nicht im Bericht auf. Bei Langstons Verhör durch die Dienstaufsicht sagt er, er habe Haskell umgebracht. Der Verhörende fragt noch nach, ob er in Notwehr gehandelt habe, und erhält keine Antwort. |           |                                   |                             |                      |                                       |                   |                                                                              |

## Staffel 12
Die Erstausstrahlung der zwölften Staffel war vom 21. September 2011 bis zum 9. Mai 2012 auf dem US-amerikanischen Sender CBS zu sehen. Die deutschsprachige Erstausstrahlung sendete der deutsche Free-TV-Sender RTL vom 8. Januar bis zum 28. Mai 2013.
| Nr. (ges.) | Nr. (St.) | Deutscher Titel                          | Originaltitel           | Erstausstrahlung USA | Deutschsprachige Erstausstrahlung (D) | Regie           | Drehbuch                                                                                       |
| --- | --------- | ---------------------------------------- | ----------------------- | -------------------- | ------------------------------------- | --------------- | ---------------------------------------------------------------------------------------------- |
| 252 | 1         | Neue Zeiten                              | 73 Seconds              | 21. Sep. 2011        | 8. Jan. 2013                          | Alec Smight     | Gavin Harris                                                                                   |
| Der neue Supervisor D. B. Russell tritt seinen Dienst an, nachdem Catherine wegen ihrer Verstrickung in Langstons Kampf gegen Haskell zurückgestuft wurde. Ihr erster gemeinsamer Fall hat es gleich in sich: In einer Tram gibt es nach einer Schießerei zwei Tote und einige rätselhafte Spuren, u. a. von einem Oktopus. |           |                                          |                         |                      |                                       |                 |                                                                                                |
| 253 | 2         | Zu viele Geständnisse verderben den Mord | Tell-Tale Hearts        | 28. Sep. 2011        | 8. Jan. 2013                          | Brad Tanenbaum  | Handlung: Larry M. Mitchell Schauspiel: Joe Pokaski                                            |
| In einem Haus werden vier Menschen ermordet – und drei Menschen gestehen die Tat. |           |                                          |                         |                      |                                       |                 |                                                                                                |
| 254 | 3         | Zartbitter                               | Bittersweet             | 5. Okt. 2011         | 15. Jan. 2013                         | Frank Waldeck   | Melissa R. Byer & Treena Hancock                                                               |
| Ein Mann ertrinkt in Schokolade und ein alter Fall von Sara wird wieder aktuell, als ein neues Opfer gefunden wird. Damals hatte ein Ehepaar junge Mädchen entführt und getötet. Und jetzt wurde die Frau aus dem Gefängnis entlassen. |           |                                          |                         |                      |                                       |                 |                                                                                                |
| 255 | 4         | Der Prinz und das Zimmermädchen          | Maid Man                | 12. Okt. 2011        | 22. Jan. 2013                         | Martha Coolidge | Dustin Lee Abraham                                                                             |
| Bei der Eröffnung einer Ausstellung über die Mafia wird auf den ehemaligen Bürgermeister geschossen, außerdem wird eine Vitrine zerstört. Auch ein Wachmann kommt ums Leben. Viel Arbeit also für D. B. Russell, Catherine und Greg. Währenddessen untersuchen Nick und Morgan den Mord an einem Zimmermädchen in der Hotelsuite eines arabischen Prinzen. |           |                                          |                         |                      |                                       |                 |                                                                                                |
| 256 | 5         | Im Sog der Gewalt                        | CSI Down                | 19. Okt. 2011        | 29. Jan. 2013                         | Jeffrey Hunt    | Handlung: Gavin Harris Schauspiel: Tom Mularz                                                  |
| In der Wüste wird ein schwerverletzter Mann gefunden und mit einem Rettungshubschrauber geborgen. Morgan begleitet ihn. Doch dann entführt der Verletzte den Hubschrauber und nimmt die Besatzung als Geiseln. |           |                                          |                         |                      |                                       |                 |                                                                                                |
| 257 | 6         | Fürstin der Schmerzen                    | Freaks & Geeks          | 2. Nov. 2011         | 5. Feb. 2013                          | Alec Smight     | Christopher Barbour                                                                            |
| Das Team untersucht den Mord an einer jungen Frau, die als „Fürstin der Schmerzen“ in einer Freak-Show auftrat. |           |                                          |                         |                      |                                       |                 |                                                                                                |
| 258 | 7         | Hirnlos in Las Vegas                     | Brain Doe               | 9. Nov. 2011         | 12. Feb. 2013                         | Gavin Harris    | Gavin Harris                                                                                   |
| Am Ort eines Verkehrsunfalls wird ein entnommenes Gehirn entdeckt. Für das Team stellt sich somit die Frage, woher das Gehirn stammt und wieso jemand damit herumfuhr. |           |                                          |                         |                      |                                       |                 |                                                                                                |
| 259 | 8         | So viele Verbrechen                      | Crime After Crime       | 16. Nov. 2011        | 19. Feb. 2013                         | Paul McCrane    | Handlung: Richard Catalani Schauspiel: Tom Mularz                                              |
| Während ein Teil des Teams sich mit einem seltsamen Rauschgiftmord befasst, landet außerdem ein reicher Firmenboss in pikanter Pose auf einem Kuchen – tot. Hier will vielleicht jemand Vergeltung üben. |           |                                          |                         |                      |                                       |                 |                                                                                                |
| 260 | 9         | Geteiltes Leid                           | Zippered                | 7. Dez. 2011         | 26. Feb. 2013                         | Alec Smight     | Joe Pokaski                                                                                    |
| Ein Ex-Soldat wird in seinem Haus mit einer hochentwickelten Armeewaffe erschossen. Als die Ermittler einen möglichen Zusammenhang mit einem Waffenraub in Pakistan entdecken, bekommen sie Unterstützung vom FBI. |           |                                          |                         |                      |                                       |                 |                                                                                                |
| 261 | 10        | Der Apfel fault nicht weit vom Stamm     | Genetic Disorder        | 14. Dez. 2011        | 5. März 2013                          | Frank Waldeck   | Elizabeth Devine                                                                               |
| Im Haus von Dr. Robbins liegt ein halbnackter Mann tot im Bett. Für das CSI-Team stellen sich somit die heiklen Fragen, ob Robbins’ Frau eine Affäre hatte – und ob sie eine Mörderin ist. |           |                                          |                         |                      |                                       |                 |                                                                                                |
| 262 | 11        | Catherine Willows bedauert (1)           | Ms. Willows Regrets (1) | 18. Jan. 2012        | 12. März 2013                         | Louis Milito    | Handlung: Christopher Barbour Schauspiel: Christopher Barbour & Don McGill                     |
| Im Wald werden drei Skelette gefunden. Es stellt sich heraus, dass es sich um einen Anwalt und seine Assistentinnen handelt. Diesen Anwalt hatte Catherine vor einem Monat ihrer Freundin Laura Gabriel empfohlen, da diese die kriminellen Tätigkeiten ihres Gatten mithörte. Als Laura jedoch nicht erreichbar ist, beginnt eine fieberhafte Suche nach ihr. Als sie schließlich gefunden wird, soll sie ins Zeugenschutzprogramm aufgenommen werden, jedoch befindet sich die Mörderin des Anwalts unter den Beamten des FBI, sodass der Wagen mit Laura wenige Zeit später ausgebrannt aufgefunden wird – mit ihrer Leiche. Daraufhin reicht Catherine ihre Kündigung beim CSI ein und fährt nach Hause, wo sie jedoch in einen Hinterhalt gelockt und angeschossen wird. In letzter Sekunde kann D.B. sie retten. |           |                                          |                         |                      |                                       |                 |                                                                                                |
| 263 | 12        | Catherine Willows wagt sich (2)          | Willows in the Wind (2) | 25. Jan. 2012        | 19. März 2013                         | Alec Smight     | Handlung: Carol Mendelsohn & Don McGill Schauspiel: Christopher Barbour & Richard Catalani     |
| Catherine und D. B. befinden sich auf der Flucht und können kaum noch jemandem vertrauen. Ihre Kollegen ermitteln fieberhaft und stoßen auf diverse Ungereimtheiten, die Zweifel wecken, ob wirklich Laura Gabriels Mann hinter den Morden und dem Anschlag auf Catherine steckt. |           |                                          |                         |                      |                                       |                 |                                                                                                |
| 264 | 13        | Verlockend                               | Tressed to Kill         | 8. Feb. 2012         | 26. März 2013                         | Brad Tannenbaum | Ed Whitmore                                                                                    |
| Ein Unbekannter schneidet jungen Frauen heimlich Haarbüschel ab. Als eine dieser Frauen kurz darauf ermordet wird, besteht Grund zur Annahme, dass auch alle anderen in Gefahr sind. |           |                                          |                         |                      |                                       |                 |                                                                                                |
| 265 | 14        | Das Debüt der Blutflüsterin              | Seeing Red              | 15. Feb. 2012        | 2. Apr. 2013                          | Frank Waldeck   | Christopher Barbour & Tom Mularz                                                               |
| Nick und Morgan werden Zeugen eines Autounfalls. Als sie den schwerverletzten Fahrer aus dem Wrack retten, entdecken sie zwei Schussverletzungen, außerdem deutet er an, dass weitere Menschen in Gefahr sind. Nachdem er im Krankenhaus operiert wurde, kann er sich aber an nichts mehr erinnern. |           |                                          |                         |                      |                                       |                 |                                                                                                |
| 266 | 15        | Der Herr im Haus                         | Stealing Home           | 22. Feb. 2012        | 9. Apr. 2013                          | Alec Smight     | Treena Hancock & Melissa R. Byer                                                               |
| Ein Mann ruft die Polizei, weil seine Frau und sein Haus verschwunden sind. Die Ermittler bekommen es in diesem Fall mit einer zutiefst zerstrittenen Familie, drei Leichen und vielen Motiven zu tun. |           |                                          |                         |                      |                                       |                 |                                                                                                |
| 267 | 16        | CSI Unplugged                            | CSI Unplugged           | 29. Feb. 2012        | 16. Apr. 2013                         | Jeffrey Hunt    | Gavin Harris                                                                                   |
| Nach einer Kindesentführung fällt in Las Vegas der Strom aus und das Verbrechen muss ohne elektronische Geräte, dafür aber mithilfe von altbewährter Technik aufgeklärt werden. Das Medium, das der Vater befragt, um mit seiner toten Frau sprechen zu können, glaubt die Verstorbene zu sein. |           |                                          |                         |                      |                                       |                 |                                                                                                |
| 268 | 17        | Feinde mit gewissen Vorlieben            | Trends With Benefits    | 14. März 2012        | 23. Apr. 2013                         | Louis Milito    | Jack Gutowitz                                                                                  |
| Ein Student, der einen privaten Blog betrieb, mit dem er Klatsch über seine Kommilitonen verbreitete, wird ermordet. Um den Fall zu lösen, muss das CSI-Team herausfinden, was er enthüllen wollte und wer das verhindern wollte. |           |                                          |                         |                      |                                       |                 |                                                                                                |
| 269 | 18        | Überfall aus dem Wunderland              | Malice in Wonderland    | 21. März 2012        | 30. Apr. 2013                         | Alec Smight     | Joe Pokaski                                                                                    |
| Zwei Räuber überfallen zwei Hochzeiten, wobei es beim ersten Überfall auch ein Todesopfer gibt. Da sie schnell und präzise vorgehen, hinterlassen sie kaum verwertbare Spuren. Ein spezielles Problem hat David Hodges: Er hat seiner Mutter gesagt, er sei mit einer Arbeitskollegin liiert, und nun will sie ihn besuchen und sie kennenlernen. |           |                                          |                         |                      |                                       |                 |                                                                                                |
| 270 | 19        | Teufelsbrut                              | Split Decisions         | 4. Apr. 2012         | 7. Mai 2013                           | Brad Tanenbaum  | Michael F.X. Daley & Richard Catalani                                                          |
| In einem Casino wird ein Arzt erschossen, doch trotz sofortiger Abriegelung kann der Schütze vorerst entkommen. Bei der Suche nach dem Täter finden die Ermittler gleich zwei identisch aussehende Männer und müssen nun herausfinden, wer den Mord begangen hat. Doch bei zweien bleibt es nicht … |           |                                          |                         |                      |                                       |                 |                                                                                                |
| 271 | 20        | Nachspielzeit                            | Altered Stakes          | 11. Apr. 2012        | 14. Mai 2013                          | David Semel     | Handlung: Melissa R. Byers and Treena Hancock Schauspiel: Elizabeth Devine                     |
| Ein wegen Mordes Verurteilter soll demnächst freigelassen werden, weil der mittlerweile der Korruption überführte Polizist Sam Vega einst ein Geständnis aus ihm herausgeprügelt haben soll. Dem CSI-Team bleibt nicht viel Zeit, um neue Beweise zu finden, die ihn überführen. |           |                                          |                         |                      |                                       |                 |                                                                                                |
| 272 | 21        | Der vierte Musketier                     | Dune and Gloom          | 2. Mai 2012          | 21. Mai 2013                          | Jeffrey Hunt    | Tom Mularz                                                                                     |
| Bei einem Wüstenrennen verunglückt ein Teilnehmer und verbrennt in seinem Wagen. Die Spur führt zum Ölkonzern Weck-Oil, dessen Inhaberin ebenfalls am Rennen teilnahm. |           |                                          |                         |                      |                                       |                 |                                                                                                |
| 273 | 22        | Schlechtes Karma                         | Homecoming              | 9. Mai 2012          | 28. Mai 2013                          | Alec Smight     | Handlung: Christopher Barbour & Larry M. Mitchell Schauspiel: Christopher Barbour & Don McGill |
| – |           |                                          |                         |                      |                                       |                 |                                                                                                |

## Staffel 13
Die Erstausstrahlung der dreizehnten Staffel war vom 26. September 2012 bis zum 15. Mai 2013 auf dem US-amerikanischen Sender CBS zu sehen. Die deutschsprachige Erstausstrahlung der ersten 12 Episoden sendete der österreichische Free-TV-Sender ORF eins vom 16. September bis zum 1. Dezember 2013. Die 13. und 14. Episode strahlte der deutsche Free-TV-Sender RTL am 10. und 17. Dezember 2013 erstmals aus, ehe ORF eins vom 5. Januar bis zum 23. Februar 2014 von Episode 15 bis 22 wieder die deutschsprachige Erstausstrahlung sendete.
| Nr. (ges.) | Nr. (St.) | Deutscher Titel                   | Originaltitel           | Erstausstrahlung USA | Deutschsprachige Erstausstrahlung (A/D) | Regie          | Drehbuch                                                                   |
| --- | --------- | --------------------------------- | ----------------------- | -------------------- | --------------------------------------- | -------------- | -------------------------------------------------------------------------- |
| 274 | 1         | Kampf mit dem Karma               | Karma to Burn           | 26. Sep. 2012        | 16. Sep. 2013                           | Alec Smight    | Handlung: Christopher Barbour Schauspiel: Christopher Barbour & Don McGill |
| Russels Enkeltochter wurde von korrupten Polizisten entführt, während „Finn“ sich von einem Polizisten entführen lässt. Sie trifft auf Russels Enkeltochter und wird mit ihr in einem Hinterraum gefangen gehalten. Ein tödliches Spiel mit der Zeit beginnt, dass eine blutige Spur hinterlässt. |           |                                   |                         |                      |                                         |                |                                                                            |
| 275 | 2         | Es ist angerichtet                | Code Blue Plate Special | 10. Okt. 2012        | 23. Sep. 2013                           | Louis Milito   | Andrew Dettman                                                             |
| In einem auch von den CSI-Ermittlern häufig besuchten Restaurant werden mehrere Menschen erschossen. Nur der Inhaber überlebt. Es stellt sich heraus, dass einer der Toten im Zeugenschutzprogramm war. Mussten die anderen sterben, weil er ermordet werden sollte?                              |           |                                   |                         |                      |                                         |                |                                                                            |
| 276 | 3         | Wie die Tiere                     | Wild Flowers            | 17. Okt. 2012        | 30. Sep. 2013                           | Brad Tanenbaum | Joe Pokaski                                                                |
| Auf einem Rave-Festival in der Wüste wird ein verwahrlostes junges Mädchen erschossen, ihre Begleiterin verschwindet. Da die Leiche Spuren von Misshandlungen, Fesslungen und Missbrauch aufweist, vermuten die Ermittler, dass sie auf der Flucht vor Menschenhändlern waren.                    |           |                                   |                         |                      |                                         |                |                                                                            |
| 277 | 4         | Am Ende bleibt nur Sinatra        | It Was a Very Good Year | 24. Okt. 2012        | 7. Okt. 2013                            | Frank Waldeck  | Gavin Harris                                                               |
| In der Wüste wird ein Klavier gefunden, in dem die Leiche einer jungen Frau, einer Bekannten von Greg, liegt. Sie hat über die Musikszene im Las Vegas der 60er Jahre recherchiert und kam dabei anscheinend einem gealterten Gangster in die Quere.                                              |           |                                   |                         |                      |                                         |                |                                                                            |
| 278 | 5         | Einmal beißen, bitte              | Play Dead               | 31. Okt. 2012        | 13. Okt. 2013                           | Eagle Egilsson | Treena Hancock & Melissa Byer                                              |
| Ein Polizist der Hundestaffel wird mit einer Bisswunde am Hals tot aufgefunden, neben ihm sein wild gewordener Diensthund. Zunächst scheint klar, dass der Hund seinen eigenen Herrn getötet hat, aber dann zeigt sich, dass der Biss von einem Menschen stammt.                                  |           |                                   |                         |                      |                                         |                |                                                                            |
| 279 | 6         | Spielzüge                         | Pick and Roll           | 7. Nov. 2012         | 20. Okt. 2013                           | Alec Smight    | Rick Eid                                                                   |
| Ein Basketballtrainer wird ermordet aufgefunden, kurz nachdem er Streit mit einem wichtigen Sponsor hatte. |           |                                   |                         |                      |                                         |                |                                                                            |
| 280 | 7         | Warricks Familie                  | Fallen Angels           | 14. Nov. 2012        | 27. Okt. 2013                           | Louis Milito   | Tom Mularz                                                                 |
| Auf dem Grab von Warrick wird die Leiche eines Reverend gefunden. Die Spur führt zu Warricks Exfrau und Sohn. |           |                                   |                         |                      |                                         |                |                                                                            |
| 281 | 8         | 8 Frauen                          | CSI on Fire             | 21. Nov. 2012        | 3. Nov. 2013                            | Jeffrey Hunt   | Handlung: Carol Mendelsohn & Richard Catalani Schauspiel: Thomas Hoppe     |
| Als in der Wüste 8 Frauenleichen gefunden werden, wird Finn von ihrer Vergangenheit in Seattle eingeholt: Damals ermittelte sie im Fall einer verschwundenen jungen Frau erfolglos gegen den einflussreichen Tom Cooley. Eine der Leichen kann sie als diese Frau identifizieren.                 |           |                                   |                         |                      |                                         |                |                                                                            |
| 282 | 9         | Durch die Nacht mit Sara und Nick | Strip Maul              | 28. Nov. 2012        | 10. Nov. 2013                           | Alec Smight    | Carol Mendelsohn & Richard Catalani                                        |
| Während einer Vollmondnacht ist einiges los in Las Vegas. Nick und Sara unterstützen die Polizei auf der Straße und finden ein Mordopfer. |           |                                   |                         |                      |                                         |                |                                                                            |
| 283 | 10        | In der Business Class zum Tod     | Risky Business Class    | 12. Dez. 2012        | 17. Nov. 2013                           | Frank Waldeck  | Elizabeth Devine                                                           |
| Ein Charterflugzeug verfehlt nur knapp ein Gebäude in Las Vegas und stürzt ab. In Zusammenarbeit mit dem NTSB versucht das CSI-Team die Ursache herauszufinden. |           |                                   |                         |                      |                                         |                |                                                                            |
| 284 | 11        | Sendeschluss                      | Dead Air                | 16. Jan. 2013        | 24. Nov. 2013                           | Phil Conserva  | Joe Pokaski                                                                |
| Als eine Nachrichtensendung durch einen Stromausfall unterbrochen wird, wird die Moderatorin im Studio ermordet. Da sie bei ihren Kollegen unbeliebt war, gibt es viele Verdächtige. |           |                                   |                         |                      |                                         |                |                                                                            |
| 285 | 12        | Dem Teufel so nah                 | Double Fault            | 23. Jan. 2013        | 1. Dez. 2013                            | Brad Tanenbaum | Melissa Byer & Treena Hancock                                              |
| Eine aufstrebende Tennisspielerin wird ermordet. Die CSIs versuchen, das Motiv herauszufinden: schlichter Neid oder wollte jemand etwas vertuschen? |           |                                   |                         |                      |                                         |                |                                                                            |
| 286 | 13        | Wein zu Blut                      | In Vino Veritas         | 6. Feb. 2013         | 10. Dez. 2013                           | Louis Milito   | Rick Eid                                                                   |
| Eine Leiche wird in einem Weinfass gefunden. Während die CSIs versuchen, diesen Mord aufzuklären, kommt Detective Mac Taylor, der Chef des New Yorker Kriminallabors zu Besuch und wird unmittelbar in einen ihm persönlich sehr nahe gehenden Kriminalfall verwickelt.                           |           |                                   |                         |                      |                                         |                |                                                                            |
| 287 | 14        | Lied und Leid                     | Exile                   | 13. Feb. 2013        | 17. Dez. 2013                           | Jeffrey Hunt   | Carlos Marimon                                                             |
| Marta, die Schwester einer kubanischen Sängerin, wird ermordet. Diese soll als nächste an der Reihe sein. Eine Reihe von Exil-Kubanern kommt als Mörder in Betracht. |           |                                   |                         |                      |                                         |                |                                                                            |
| 288 | 15        | Vergissmeinnicht                  | Forget Me Not           | 20. Feb. 2013        | 5. Jan. 2014                            | Karen Gaviola  | Andrew Dettmann                                                            |
| Sara gerät unter Mordverdacht. Zudem wird ihr von ihrem Team Ehebruch vorgeworfen, da sie mit dem männlichen Opfer in der Nacht seines Todes zusammen war. Wurde Sara reingelegt? |           |                                   |                         |                      |                                         |                |                                                                            |
| 289 | 16        | Am Ende der Ereignisse            | Last Woman Standing     | 27. Feb. 2013        | 12. Jan. 2014                           | Brad Tanenbaum | Gavin Harris                                                               |
| — |           |                                   |                         |                      |                                         |                |                                                                            |
| 290 | 17        | Kleine Morde unter Freunden       | Dead of the Class       | 20. März 2013        | 19. Jan. 2014                           | Alec Smight    | Tom Mularz                                                                 |
| — |           |                                   |                         |                      |                                         |                |                                                                            |
| 291 | 18        | Die Leiden des jungen Carl        | Sheltered               | 3. Apr. 2013         | 26. Jan. 2014                           | Louis Milito   | Michael FX Daley                                                           |
| — |           |                                   |                         |                      |                                         |                |                                                                            |
| 292 | 19        | Was Molly sah                     | Backfire                | 10. Apr. 2013        | 2. Feb. 2014                            | Frank Waldeck  | Jack Gutowitz                                                              |
| — |           |                                   |                         |                      |                                         |                |                                                                            |
| 293 | 20        | Der Stolz des Adlers              | Fearless                | 1. Mai 2013          | 9. Feb. 2014                            | Eagle Egilsson | Gavin Harris                                                               |
| — |           |                                   |                         |                      |                                         |                |                                                                            |
| 294 | 21        | Greg und die Geister              | Ghosts of the Past      | 8. Mai 2013          | 16. Feb. 2014                           | Brad Tanenbaum | Andrew Dettmann                                                            |
| — |           |                                   |                         |                      |                                         |                |                                                                            |
| 295 | 22        | Willkommen im Inferno             | Skin in the Game        | 15. Mai 2013         | 23. Feb. 2014                           | Alec Smight    | Handlung: Christopher Barbour Schauspiel: Christopher Barbour & Don McGill |
| — |           |                                   |                         |                      |                                         |                |                                                                            |

## Staffel 14
Die Erstausstrahlung der vierzehnten Staffel war vom 25. September 2013 bis zum 7. Mai 2014 auf dem US-amerikanischen Sender CBS zu sehen. Die deutschsprachige Erstausstrahlung der ersten fünf Episoden sendete der österreichische Free-TV-Sender ORF eins vom 9. März bis zum 6. April 2014. Weitere drei Episoden wurden vom 15. bis 29. April 2014 bei RTL erstausgestrahlt. Die restlichen Episoden sind seit dem 21. Januar 2015 auf ORF eins zu sehen, wobei Episode 20 bei RTL und Episode 21 bei RTL Crime erstausgestrahlt wurde.
| Nr. (ges.) | Nr. (St.) | Deutscher Titel                   | Originaltitel              | Erstausstrahlung USA | Deutschsprachige Erstausstrahlung (A/D) | Regie           | Drehbuch                                                                   |
| ---------- | --------- | --------------------------------- | -------------------------- | -------------------- | --------------------------------------- | --------------- | -------------------------------------------------------------------------- |
| 296        | 1         | Stadt der Schmerzen               | The Devil and D.B. Russell | 25. Sep. 2013        | 9. März 2014                            | Alec Smight     | Handlung: Christopher Barbour Schauspiel: Christopher Barbour & Don McGill |
| 297        | 2         | Geld, Gewalt und Gift             | Take the Money and Run     | 2. Okt. 2013         | 16. März 2014                           | Louis Milito    | Andrew Dettmann                                                            |
| 298        | 3         | Heuern und – Feuer                | Torch Song                 | 9. Okt. 2013         | 23. März 2014                           | Brad Tanenbaum  | Handlung: Elizabeth Devine Schauspiel: Tom Mularz                          |
| 299        | 4         | Der Tod spielt mit dem Essen      | Last Supper                | 16. Okt. 2013        | 30. März 2014                           | Frank Waldeck   | Treena Hancock & Melissa R. Byer                                           |
| 300        | 5         | Bild für Bild                     | Frame By Frame             | 23. Okt. 2013        | 6. Apr. 2014                            | Alec Smight     | Gavin Harris                                                               |
| 301        | 6         | Unglück im Glück                  | Passed Pawns               | 30. Okt. 2013        | 15. Apr. 2014                           | Philip Conserva | Handlung: Christopher Barbour & Michael Daley Schauspiel: Michael Daley    |
| 302        | 7         | Übler Ruf                         | Under a Cloud              | 6. Nov. 2013         | 22. Apr. 2014                           | Brad Tanenbaum  | Elizabeth Devine & Richard Catalani                                        |
| 303        | 8         | Es wird eng                       | Helpless                   | 13. Nov. 2013        | 29. Apr. 2014                           | Karen Gaviola   | Tom Mularz                                                                 |
| 304        | 9         | Zimmer 114                        | Check in and Check Out     | 20. Nov. 2013        | 21. Jan. 2015                           | Louis Milito    | Andrew Dettmann                                                            |
| 305        | 10        | Wilde Mädchen                     | Girls Gone Wild            | 27. Nov. 2013        | 28. Jan. 2015                           | Alec Smight     | Treena Hancock & Melissa R Byer                                            |
| 306        | 11        | Wunden der Weihnachtsnacht        | The Lost Reindeer          | 11. Dez. 2013        | 18. Feb. 2015                           | Frank Waldeck   | Gavin Harris                                                               |
| 307        | 12        | Leichtes Handgepäck               | Keep Calm and Carry On     | 15. Jan. 2014        | 18. Feb. 2015                           | Brad Tanenbaum  | Thomas Hoppe                                                               |
| 308        | 13        | General gegen Hippie              | Boston Brakes              | 22. Jan. 2014        | 25. Feb. 2015                           | Eagle Egilsson  | Christopher Barbour                                                        |
| 309        | 14        | De Los Muertos                    | De Los Muertos             | 5. Feb. 2014         | 25. Feb. 2015                           | Louis Milito    | Tom Mularz & Richard Catalani                                              |
| 310        | 15        | Der traurige Tod von Huren        | Love For Sale              | 19. Feb. 2014        | 24. März 2015                           | Frank Waldeck   | Andrew Dettmann                                                            |
| 311        | 16        | Mörderische Züge                  | Killer Moves               | 5. März 2014         | 31. März 2015                           | Alec Smight     | Mary Leah Sutton                                                           |
| 312        | 17        | Tangerine träumt                  | Long Road Home             | 12. März 2014        | 7. Apr. 2015                            | Phil Conserva   | Gavin Harris                                                               |
| 313        | 18        | Tatort mit bösartiger Biografie   | Uninvited                  | 19. März 2014        | 14. Apr. 2015                           | Brad Tanenbaum  | Handlung: Treena Hancock & Melissa R. Byer Schauspiel: Elizabeth Devine    |
| 314        | 19        | Zu jung für das Leben?            | The Fallen                 | 2. Apr. 2014         | 21. Apr. 2015                           | Louis Milito    | Deanna Shumaker                                                            |
| 315        | 20        | Virtuelles Verschlingen           | Consumed                   | 9. Apr. 2014         | 17. Feb. 2015                           | Karen Gaviola   | Tom Mularz                                                                 |
| 316        | 21        | Wer ist Special Agent Avery Ryan? | Kitty                      | 30. Apr. 2014        | 5. März 2015                            | Eagle Egilsson  | Ann Donahue, Carol Mendelsohn & Anthony E. Zuiker                          |
| 317        | 22        | Löwenopfer                        | Dead In His Tracks         | 7. Mai 2014          | 1. Apr. 2015                            | Alec Smight     | Andrew Dettman                                                             |

## Staffel 15
Die Erstausstrahlung der 15. Staffel war vom 28. September 2014 bis zum 15. Februar 2015 auf dem US-amerikanischen Sender CBS zu sehen. Die deutschsprachige Erstausstrahlung der ersten 13 Episoden sendete der österreichische Free-TV-Sender ORF eins vom 6. Mai 2015 bis zum 16. März 2016. Die restlichen Episoden werden seit dem 5. April 2016 vom deutschen Free-TV-Sender RTL erstausgestrahlt.
| Nr. (ges.) | Nr. (St.) | Deutscher Titel                            | Originaltitel       | Erstausstrahlung USA | Deutschsprachige Erstausstrahlung (A/D) | Regie          | Drehbuch                         |
| ---------- | --------- | ------------------------------------------ | ------------------- | -------------------- | --------------------------------------- | -------------- | -------------------------------- |
| 318        | 1         | Castor und Pollux                          | The CSI Effect      | 28. Sep. 2014        | 6. Mai 2015                             | Alec Smight    | Christopher Barbour & Don McGill |
| 319        | 2         | Rausch und Absturz                         | Buzz Kill           | 5. Okt. 2014         | 13. Mai 2015                            | Frank Waldeck  | Andrew Dettmann                  |
| 320        | 3         | Lautloser Killer                           | Bad Blood           | 12. Okt. 2014        | 26. Mai 2015                            | Louis Milito   | Tom Mularz                       |
| 321        | 4         | Aus dem Buch der Schatten                  | The Book of Shadow  | 19. Okt. 2014        | 10. Juni 2015                           | Brad Tanenbaum | Gavin Harris                     |
| 322        | 5         | Noch wildere Mädchen                       | Girls Gone Wilder   | 9. Nov. 2014         | 17. Juni 2015                           | Frank Waldeck  | Melissa R. Byer & Treena Hancock |
| 323        | 6         | Brüder im Blute                            | The Twin Paradox    | 16. Nov. 2014        | 24. Juni 2015                           | Phil Conserva  | Christopher Barbour              |
| 324        | 7         | Auf der Straße der Entbehrung              | Road to Recovery    | 23. Nov. 2014        | 1. Juli 2015                            | Phil Conserva  | Elizabeth Devine                 |
| 325        | 8         | Die Poesie der Puppen, die aus Gummi       | Rubbery Homicide    | 30. Nov. 2014        | 8. Juli 2015                            | Alec Smight    | Tom Mularz                       |
| 326        | 9         | Zweitausend Verdächtige                    | Let’s Make a Deal   | 7. Dez. 2014         | 10. Feb. 2016                           | Brad Tanenbaum | Elizabeth Devine                 |
| 327        | 10        | Man stirbt nur zweimal                     | Dead Rails          | 14. Dez. 2014        | 17. Feb. 2016                           | Frank Waldeck  | Gavin Harris                     |
| 328        | 11        | Absturzwinkel                              | Angle of Attack     | 21. Dez. 2014        | 24. Feb. 2016                           | Kevin Bray     | M. Scott Veach                   |
| 329        | 12        | Der Geruch von Mord                        | Dead Woods          | 28. Dez. 2014        | 9. März 2016                            | Phil Conserva  | Melissa R. Byer & Treena Hancock |
| 330        | 13        | Der Fall der Zwei                          | The Greater Good    | 4. Jan. 2015         | 16. März 2016                           | Alec Smight    | Christopher Barbour              |
| 331        | 14        | Wenn Gefahr gefällt                        | Merchants of Menace | 25. Jan. 2015        | 5. Apr. 2016                            | Claudia Yarmi  | Tom Mularz                       |
| 332        | 15        | Erst Held, dann aus der Welt               | Hero to Zero        | 25. Jan. 2015        | 12. Apr. 2016                           | Frank Waldeck  | Andrew Dettman                   |
| 333        | 16        | Schweigen ist Silber                       | The Last Ride       | 27. Jan. 2015        | 19. Apr. 2016                           | Tim Beavers    | Gavin Harris                     |
| 334        | 17        | Ein Feind mit wechselwarmen Freunden       | Under My Skin       | 15. Feb. 2015        | 26. Apr. 2016                           | Alrick Riley   | Melissa R. Byer & Treena Hancock |
| 335        | 18        | Castor und Pollux und das Blut der Familie | The End Game        | 15. Feb. 2015        | 3. Mai 2016                             | Alec Smight    | Christopher Barbour              |

## Fernsehfilm
Am 27. September 2015 zeigte CBS den abschließenden 85 Minuten dauernden Fernsehfilm Immortality.